# Taupe d'Europe
Talpa europaea · Taupe
Vous lisez un « article de qualité » labellisé en 2022.
Pour les aspects culturels et les significations élargies, voir Taupe.
Espèce
Statut de conservation UICN

 LC  : Préoccupation mineure
La Taupe d'Europe (Talpa europaea) est une espèce de petits mammifères fouisseurs de la famille des Talpidés. Cet animal vit sous terre, s'y nourrissant de vers de terre en creusant des tunnels et terriers dans les sols meubles. Sa présence peut être signalée par des taupinières. La Taupe d'Europe est l'espèce type du genre Talpa qui regroupe les taupes d'Eurasie et dont elle est le plus important représentant. Elle est génétiquement très proche de la Taupe d'Aquitaine (T. aquitania), de la Taupe ibérique (T. occidentalis) et de la Taupe aveugle (T. caeca), et s'en distingue essentiellement par l'absence de pli cutané recouvrant les yeux. Le genre Talpa est originaire d'Asie à la fin du Miocène et s'est répandu en Europe au Pliocène. Traditionnellement classée dans l'ancien ordre des Insectivores, sa famille est rangée depuis les années 2000 dans l'ordre des Eulipotyphles aux côtés des hérissons et des musaraignes. L'adulte mesure, sans la queue, de onze à seize cm et pèse de 70 à 130 g, la femelle étant un peu plus petite et légère que le mâle. Il s'agit d'un animal au corps cylindrique s'achevant par une queue courte, au cou peu marqué, aux « mains » caractéristiques, développées en forme de pelle et armées de griffes. Le museau allongé est surmonté d'yeux minuscules et peu fonctionnels. Les oreilles sont dépourvues de pavillons. La femelle présente quatre paires de mamelles. Sa fourrure, dense et brillante, de couleur gris foncé à noir sur le dessus du corps, plus claire en dessous, est constituée de poils implantés perpendiculairement à la peau.
Strictement carnivore, la taupe a des besoins alimentaires élevés et consomme plus de la moitié de son poids en nourriture par jour, dont 90 % est constitué de vers de terre. Son ouïe fine, son sens tactile prononcé et son odorat très développé pallient une vue déficiente et facilitent la détection de ses proies à travers les couches de terre. D'une nature solitaire et très peu sociable, voire agressive, elle ne rencontre ses congénères que lors de la reproduction, période durant laquelle la femelle hermaphrodite prend des attributs maternels plus marqués. Elle élève au printemps, durant six semaines, trois à cinq petits qui seront sexuellement matures l'année suivante. Les jeunes à la recherche de nouveaux territoires sont les plus sensibles à la prédation. Une population stable de taupes est constituée à parts égales de jeunes immatures, d'individus matures d'un an, et d'individus de deux ans et plus. La longévité de l'animal est limitée à cinq ans au maximum, à cause de l'usure de sa denture par la terre. Ses activités de fouissement en font une espèce ingénieur qui modifie fortement son environnement en aérant le sol et en remontant à la surface les éléments profonds. Par ses taupinières et ses galeries, elle facilite la vie de nombreuses plantes et favorise le développement de nombreux animaux comme des papillons de jour, d'autres micromammifères et des batraciens, mais également de quelques champignons.
Présente dans les climats tempérés d'Europe, jusqu'en Sibérie occidentale, la Taupe d'Europe fréquente des habitats variés. Elle se plaît notamment dans les prairies et les forêts de feuillus à sol meuble et peu acide, et dans une moindre mesure dans les forêts de conifères et les terrains acides ou fortement sablonneux et marécageux. Adaptée à la vie en milieu extrême, elle évolue dans un réseau de galeries souterraines sombre et pauvre en oxygène, d'une longueur de 100 à 200 m, généralement situé à moins de 15 cm de profondeur, mais pouvant s'enfoncer jusqu'à 150 cm. Une partie de ce réseau est quasi permanente et empruntée par des générations successives de taupes. Lorsqu'elle creuse ses galeries de chasse, la taupe évacue les déblais sous forme de taupinières par une cheminée verticale. Ce réseau comprend un gîte garni de feuilles sèches, situé au carrefour de plusieurs galeries, ainsi que des chambres secondaires, garnies de réserves alimentaires en prévision des mois de disette des étés secs ou des hivers froids.
Du point de vue agricole, elle diminue la quantité et la qualité du foin et de l'ensilage. La taupe provoque des dégâts aux cultures et au matériel, de même qu'elle détériore l'esthétique des gazons. C'est pourquoi elle est parfois considérée comme un animal nuisible. De nombreuses méthodes mécaniques et chimiques existent pour limiter son impact ; certaines étant aujourd'hui interdites, beaucoup restant inefficaces. L'effarouchement ou le piégeage mécanique avec les taupières sont considérés comme préférables. Par le passé, elle était chassée pour sa fourrure qui faisait l'objet d'un commerce florissant, principalement au début du XXe siècle. Le contact avec l'animal devrait se faire avec précaution car il est le réservoir d'un hantavirus spécifique dont la pathogénicité chez l'humain est inconnue, mais dont certains proches parents sont responsables de graves maladies. Ses populations sont stables et ne sont pas en danger, bien que la concentration d'individus diminue fortement dans les zones de cultures où l'usage des insecticides est en vigueur, ainsi qu'à proximité des zones industrielles et citadines où la pollution aux métaux lourds lui est défavorable. L'utilisation de la taupe dans les pratiques rituelles païennes, comme remède populaire, date au moins de l'Antiquité et a traversé les millénaires, malgré les condamnations du clergé. La taupe est alors considérée comme un être des forces du mal, symbolisant la mort ; plus son agonie et sa souffrance duraient, plus la puissance du remède était forte et la délivrance du malade proche.

## Dénominations en français
Pour un article plus général, voir Taupe.

### Noms normalisés
En français, cette espèce a pour noms vulgarisés et normalisés « Taupe d'Europe »,,,, « Taupe européenne »,, « Taupe ordinaire », « Taupe vulgaire » et « Taupe commune »,. Traditionnellement, on la nomme plus simplement taupe, tout court, bien que ce nom vernaculaire puisse désigner d'autres espèces, principalement du genre Talpa,, notamment les deux autres espèces présentes dans les territoires francophones d'Europe : la Taupe d'Aquitaine et la Taupe aveugle.

### Étymologie et noms vernaculaires

Carte linguistique des différents noms vernaculaires désignant la taupe en français à la toute fin du XIXe siècle (Atlas linguistique de la France, Jules Gilliéron).

La Taupe d'Europe et ses deux consœurs sont localement désignées en français par plus de deux cents noms différents. Les premières étymologies ont pour racine pré-latine darb- comme le languedocien darbós et le lyonnais darpus mais aussi le dérivé jurassien plus lointain drévi. Cette racine est peut-être liée aux racines latines talp- et taup- qui se retrouvent par exemple dans l'occitan talpa, le français moderne taupe et le provençal taupa mais aussi dans le franc-comtois tarpie. La forme talp- est présente en latin classique et prend pour base étymologique tellus (« terre »). Le nom talpa est masculin à l’époque classique et devient féminin à partir de Pline l'Ancien alors que taupus est masculin. Cette alternance de genre grammatical se poursuit dans les dénominations romanes actuelles comme avec le masculin taupa en gascon. Ces trois formes ont un parallélisme important car elles sont souvent accompagnées du suffixe –one comme dans le vivaro-alpin darbon et derbon, le languedocien talpon mais aussi dans le gascon bohon. Le suffixe -aria désignant étymologiquement la taupinière a aussi glissé dans son sens pour nommer l'animal sous les formes drabaria, talpicearia ou encore talpinaria. Enfin, la racine germanique waurps se retrouve par exemple dans le francoprovençal vorpa, mais elle est le plus souvent composée avec mūl-, signifiant « terre » comme dans l'alsacien Mülwurf et dont un de ses dérivés est mole en anglais,,,.
Un autre ensemble emprunte ses noms à des bases clairement compréhensibles à l'instar d'espèces morphologiquement proches comme le francoprovençal rata qui désigne bien la taupe et non le rat, tout comme les dérivés de noms qui se réfèrent originairement à la souris à l'instar de its du celtique lukotis qui donne en breton logod et goz. D’autres dénominations partent des activités typiques de la taupe, par exemple fodicare (« creuser ») donne des formes très communes en langue d'oïl avec le picard fouan et le wallon foïan. Il existe aussi une forme basée sur bufo (« souffler ») en rapport à l’idée de souffler la terre à l’extérieur du trou comme dans l'expression occitane rata de bufa (« rat qui souffle ») et le franc-comtois boussereû. Enfin, dans le nord de la francophonie, il existe des formes dérivées de –mott (« petite montagne de terre ») comme motrini en franc-comtois,,,,.

## Systématique

Talpa europaea (Iconographia Zoologica, collections de l'université d'Amsterdam).

Les premières descriptions de taupes à caractère scientifique remontent aux naturalistes antiques tels Aristote et Pline l'Ancien. La Taupe d'Europe est donc déjà présente dans la dixième édition du Systema Naturae de Linné de 1758, qui généralise le système de nomenclature binominale des espèces. Sous le nom Talpa europaea et dotée d'une aire de répartition couvrant la quasi-totalité de l'Europe, elle est considérée comme l'espèce type du genre Talpa. Linné l'oppose à la taupe « asiatique » (Talpa asiatica), en réalité une taupe-dorée africaine, la Taupe-dorée du Cap (Chrysochloris asiatica), sans liens de parenté. Restreint aux seules taupes eurasiatiques, le genre comprend actuellement une dizaine d'autres espèces ; les autres représentants se trouvant en majorité sur le pourtour méditerranéen, ainsi qu'au nord et à l'ouest de l'Asie. Le genre Talpa, avec quelques autres genres de l'est et du sud-est de l'Asie, se situe dans la tribu des Talpini, qui regroupe essentiellement des animaux fouisseurs. Celle-ci fait elle-même partie de la sous-famille des Talpinae, dont certains membres ne vivent que partiellement sous terre, se déplacent en surface ou adaptés à un mode de vie semi-aquatique, comme les Desmans. La famille des Talpidae compte encore deux autres sous-familles, les Scalopinae, qui regroupent les taupes du Nouveau Monde, et les Uropsilinae, des « musaraignes-taupes » asiatiques. Traditionnellement, la famille des Talpidae est classée dans l'ordre des Insectivora, un regroupement qui est progressivement abandonné au XXIe siècle car il s'agissait d'un taxon poubelle dont les membres n'avaient aucun lien de parenté. Elle est actuellement incluse dans l'ordre des Eulipotyphla, aux côtés des musaraignes et des hérissons,,. Les Taupes dorées et les Taupes marsupiales appartiennent en revanche à des ordres de mammifères très éloignés, mais qui ont développé une morphologie et des caractéristiques similaires en occupant les mêmes niches écologiques souterraines, par un phénomène de convergence évolutive.
- Talpa
  - Talpa altaica
    - Talpa ognevi
    - Talpa caucasica

  - 
    - 
      - Talpa talyschensis
      - Talpa davidiana

    - 
      - Talpa caeca
      - Talpa stankovici
        - Talpa transcaucasica
        - Talpa levantis
          - Talpa romana
            - Talpa martinorum
              - 
                - Talpa occidentalis
                - Talpa aquitania

              - Talpa europaea

Les études de génétique moléculaire soutiennent l'existence de quatre clades au sein du genre Talpa dont le groupe europaea avec pour cheffe de file T. europaea, en Europe et en Anatolie ; le groupe caucasica, avec la Taupe du Caucase dans le Caucase, le groupe davidiana, avec Talpa davidiana en Turquie orientale et sur la chaîne de montagnes de l'Elbourz, et enfin le groupe de la Taupe de Sibérie (T. altaica), en Sibérie.
Le clade europaea comprend huit espèces, la plupart européennes : la Taupe d'Europe (T. europaea), la Taupe d'Aquitaine (T. aquitania) sur la côte atlantique française, dans les Pyrénées et à l'est de l'Espagne, puis sur le pourtour méditerranéen, d'ouest en est : la Taupe ibérique (T. occidentalis) au nord-ouest de la péninsule Ibérique, la Taupe aveugle (T. caeca) au sud-est de la France, en Italie et dans les Balkans, la Taupe romaine (Talpa romana) en Italie, la Taupe des Balkans (Talpa stankovici) et Talpa martinorum dans les Balkans ainsi que la Taupe du Levant (T. levantis) au sud de la mer Noire.
Les espèces du clade europaea se différencient des autres clades par une morphologie particulière de la quatrième vertèbre sacrale. Au sein de ce clade, la Taupe européenne se distingue par l'absence de membrane recouvrant les yeux. La Taupe d'Aquitaine a été séparée tardivement de la Taupe d'Europe et décrite pour la première fois comme une espèce distincte en 2015,.
En ce qui concerne la variabilité intrinsèque de Talpa europaea, de nombreuses formes ont été décrites, dont un nombre variable reconnues comme sous-espèces. Par exemple, en 1960, jusqu'à sept sous-espèces sont distinguées sur des bases morphologiques, or la morphologie de la Taupe d'Europe présente une grande amplitude de variation, notamment celle de son crâne, s'expliquant le plus souvent par la géographie et le climat.
En 2005, trois sous-espèces sont citées dans l'ouvrage de synthèse Mammal Species of the World (version 3, 2005)  (7 janvier 2022) :
- Talpa europaea europaea Linnaeus, 1758 ;
- Talpa europaea cinerea Gmelin, 1788 ;
- Talpa europaea velessiensis Petrov, 1941.

En 2018, cependant, l'ouvrage de référence Handbook of the Mammals of the World considère l'espèce Talpa europaea comme monotypique, des recherches complémentaires étant nécessaires pour approuver sa division en sous-espèces.
Selon la base de données Mammal Diversity Database de l'American Society of Mammalogists et Mammal Species of the World (version 3, 2005)  (7 janvier 2022), les noms suivants sont synonymes de Talpa europaea Linnaeus, 1758 :
- Talpa alba J.F. Gmelin, 1788
- Talpa albida Reichenbach, 1852
- Talpa albo-maculata Erxleben, 1777
- Talpa brauneri Satunin, 1909
- Talpa caudata Boddaert, 1772
- Talpa cinerea Gmelin, 1788
- Talpa ehiki Czajlik, 1987
- Talpa flavescens Reichenbach, 1836
- Talpa frisius Müller, 1776
- Talpa grisea Fitzinger, 1869
- Talpa kratochvili Grulich, 1969
- Talpa lutea Reichenbach, 1852
- Talpa maculata Fitzinger, 1869
- Talpa major Bechstein, 1800
- Talpa nigra Kerr, 1792
- Talpa obensis Skalon & Rajevsky, 1940
- Talpa pancici V.E. Martino, 1930
- Talpa rufa Borkhausen, 1797
- Talpa scalops Schulze, 1897
- Talpa transuralensis Stroganov, 1956
- Talpa uralensis Ognev, 1925
- Talpa variegata Gmelin, 1788
- Talpa velessiensis Petrov, 1941
- Talpa vulgaris Boddaert, 1785

## Paléontologie

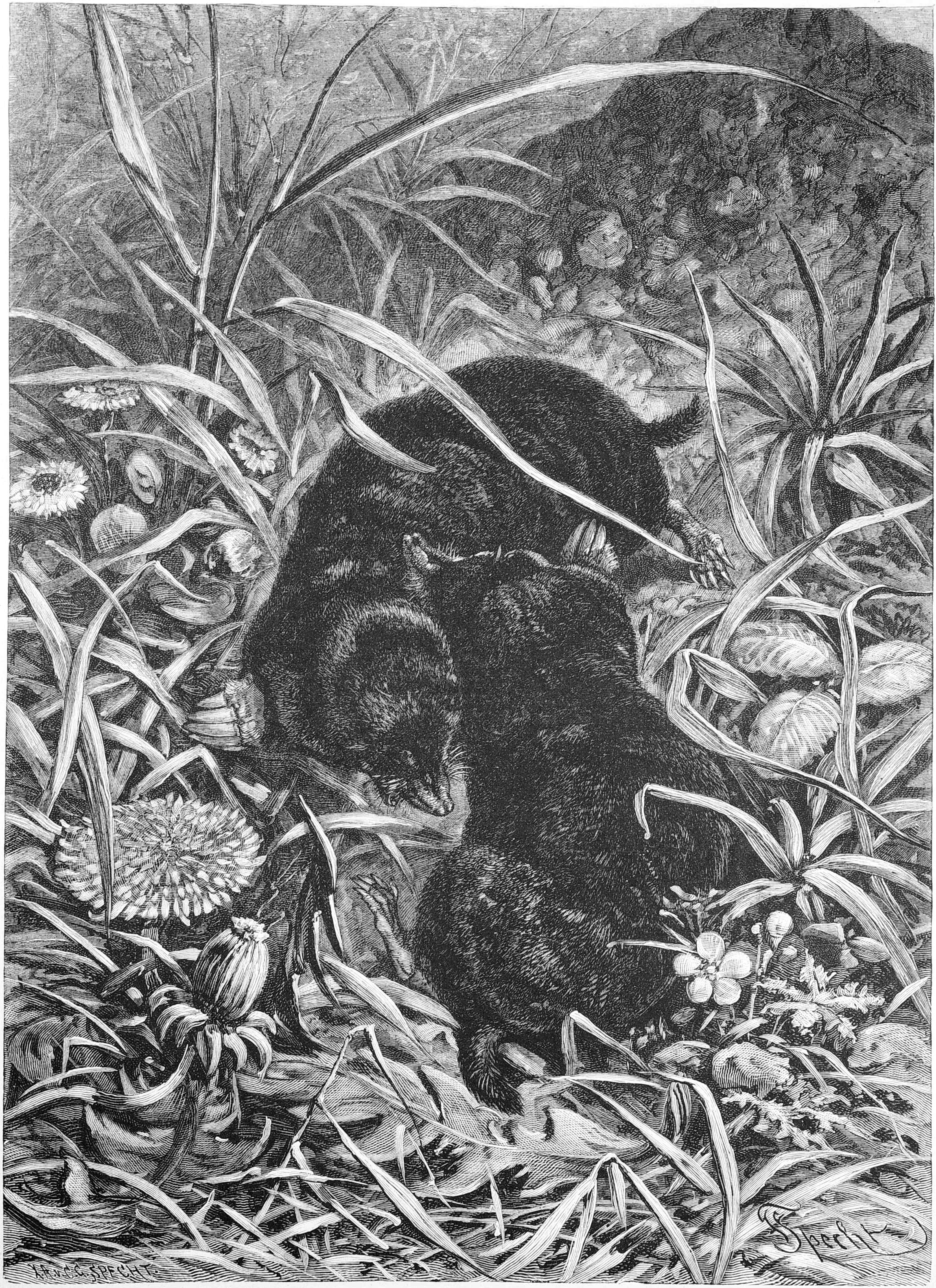
Die Gartenlaube (illustration de Friedrich Specht, 1880).

Les Eulipotyphles appartiennent au principal groupe de mammifères placentaires, les Laurasiathériens, dont la radiation évolutive a débuté en Laurasie, avant l'extinction massive de la fin du Crétacé. L'origine de la lignée des taupes est assez obscure, mais elle semble liée à un événement climatique ou tectonique survenu à la limite entre le Campanien moyen et tardif.
Le genre Talpa est lui-même originaire d'Asie à la fin du Miocène, puis se répand en Europe au Pliocène. C'est au cours de ces deux périodes que les processus de spéciation ont lieu. Ceux-ci semblent avoir été influencés par les changements de niveaux d'humidité. Les oscillations climatiques du Pléistocène ont probablement provoqué les extinctions et les expansions qui ont abouti au schéma de répartition actuel de la plupart des espèces du genre. Les espèces de Talpa d'Europe occidentale ont deux lignées distinctes dont la divergence aurait eu lieu au Pliocène : une première lignée qui comprendrait T. caeca et T. romana, la seconde qui comprendrait T. europaea et T. occidentalis.
Talpa europaea apparaît relativement régulièrement dans les sites archéologiques du Pléistocène et du début de l'Holocène. Durant ces périodes, les populations s'établissent au sein des forêts ouvertes de Pins et de Bouleaux éclaircies par des zones de steppes et composées de communautés végétales liées à la toundra. En Europe, il existe trois lignées séparées lors de la dernière glaciation : deux restreintes à l'Espagne et l'Italie et une troisième distribuée dans toute l'Europe. Deux autres espèces très proches sont également mentionnées dans la faune du Pléistocène supérieur : Talpa minor et Talpa magna. Cependant leur validité est floue car elles sont parfois considérées comme des variations de gabarit de T. europaea ou des sous-espèces.

## Description

### Morphologie

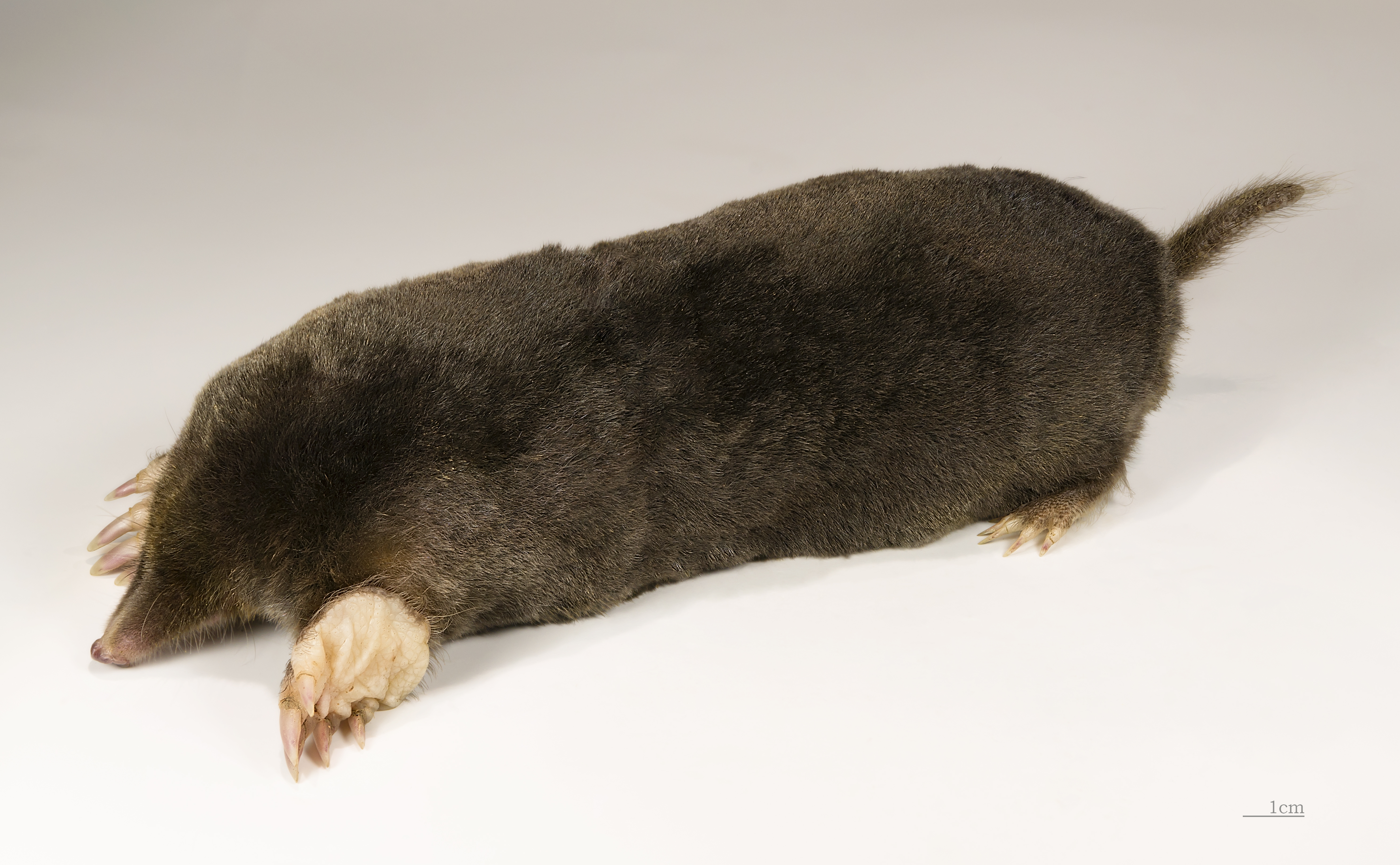
Taupe empaillée.

La Taupe d'Europe est un représentant de taille moyenne du genre Talpa, les Taupes eurasiennes. Elle atteint une longueur tête-tronc de 11,3 à 15,9 cm et sa queue mesure de 2,5 à 4,0 cm. Son poids varie de 72 à 128 g. Les mâles sont entre 26 et 33 % plus grands que les femelles. Ces dimensions corporelles varient fortement d'une région à l'autre, les spécimens vivant sous les latitudes plus septentrionales et dans les régions montagneuses ayant tendance à être plus petits, comme ceux subissant des sécheresses estivales sévères,.
Comme toutes les espèces de son genre, la Taupe européenne est adaptée au mode de vie souterrain. Son corps présente une forme cylindrique, le cou est court et la tête de forme conique se termine par un museau pointu. La queue courte se rétracte à la base et reste généralement maintenue droite. La femelle présente quatre paires de mamelles, dont deux sont situées dans la région thoracique et deux dans la région lombaire. La tête porte des yeux minuscules. Ses oreilles sont invisibles de l'extérieur et dépourvues de pavillon auditif externe. Le museau pointu, terminé par un boutoir soutenu par un os spécial, est un organe tactile et fragile. Il n'est pas utilisé pour fouir,,.

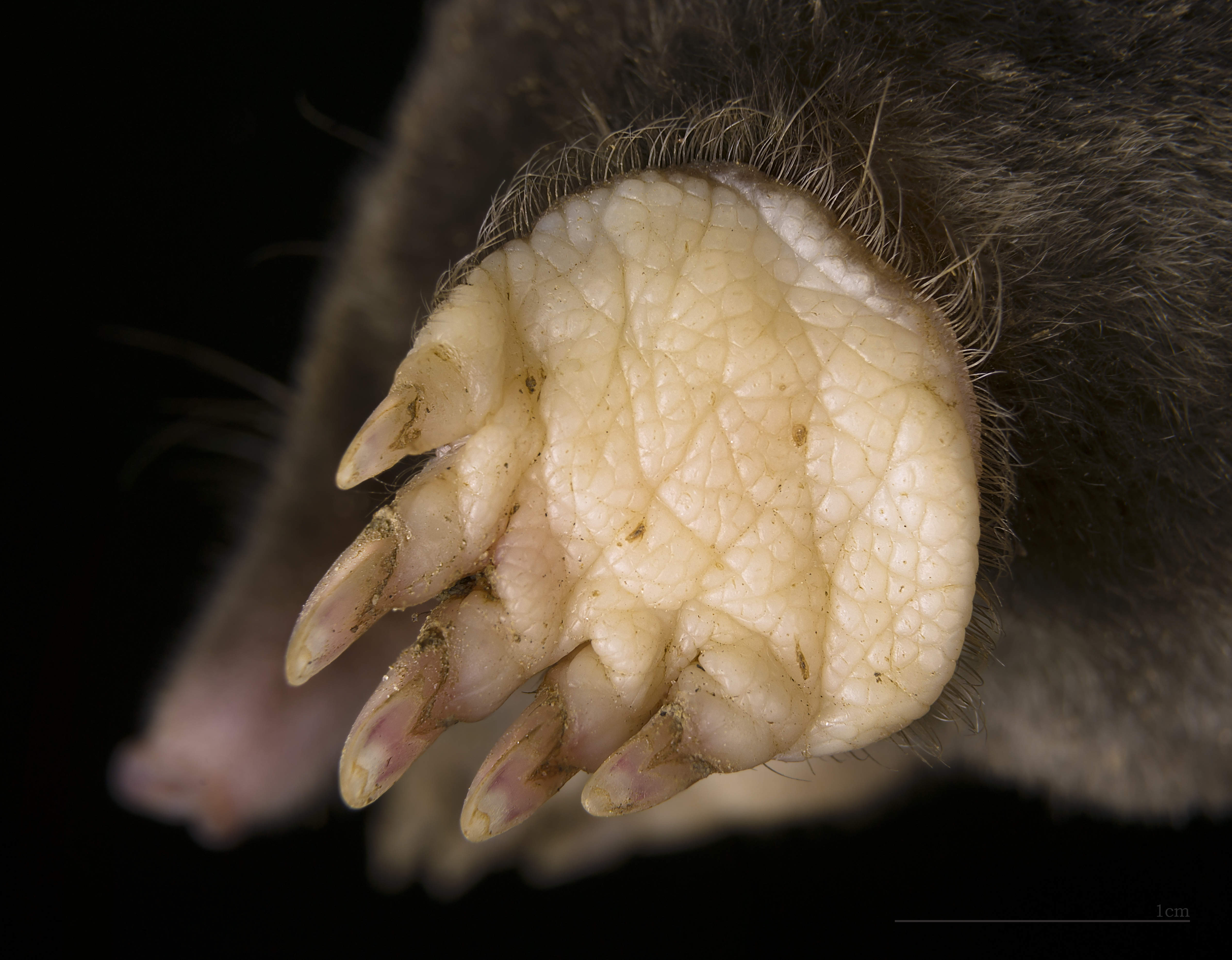
Patte antérieure polydactyle.

Son corps est couvert d'une fourrure douce constituée de poils sombres généralement de couleur gris foncé à noire avec une teinte légèrement plus claire sur la face ventrale. Cette coloration est cependant assez variable, allant chez certains spécimens du blanc-gris argenté à l'orange et au brun café, en passant par le pie, le crème et le jaune. La longueur des poils est uniforme, variant de 7 à 8 mm en été puis de 9 à 12 mm en hiver. Des poils plus courts sont présents sur la tête, la truffe étant nue à l'exception de quelques vibrisses rigides, tout comme sur les membres et la queue. Très souples et très denses, les poils sont implantés perpendiculairement à la peau, ce qui permet à l'animal d'avancer ou de reculer facilement dans la galerie, ses poils se couchant selon le sens de progression,.
Les larges pattes antérieures polydactyles, courtes, orientées vers l'extérieur et recouvertes de corne, sont adaptées au creusement : elles sont munies de cinq doigts aux griffes puissantes et réunis par une membrane, presque jusqu'aux ongles, formant ainsi une sorte de pelle. À ceux-ci s'ajoute un os sésamoïde en forme de faucille. Ce « faux pouce » n'est pas un doigt supplémentaire mais provient du développement d'un os du poignet. À la différence des doigts classiques, composés de plusieurs segments, il est d'un seul tenant et se développe plus tardivement. Il tient son origine du même marqueur génétique, notamment de celui lié au développement du véritable pouce. Quant aux membres postérieurs, ils mesurent entre 1,7 et 2,8 cm de long et sont plus graciles, les griffes de leurs cinq doigts étant nettement moins développées, bien qu'ils soient aussi munis d'une sorte de protubérance aidant également au fouissement,.

### Squelette
| La photo du crâne montre la mâchoire inférieure longue et incurvée vers le bas et la région occipitale arrondie.                             |   |   |   |   |   |   |   |
| v · d · m Formule dentaire mâchoire supérieure 3 1 4 3 3 4 1 3 3 1 4 3 3 4 1 3 mâchoire inférieure Total : 44 Denture commune au genre Talpa |   |   |   |   |   |   |   |
| Formule dentaire |   |   |   |   |   |   |   |
| mâchoire supérieure |   |   |   |   |   |   |   |
| 3 | 1 | 4 | 3 | 3 | 4 | 1 | 3 |
| 3 | 1 | 4 | 3 | 3 | 4 | 1 | 3 |
| mâchoire inférieure |   |   |   |   |   |   |   |
| Total : 44 |   |   |   |   |   |   |   |
| Denture commune au genre Talpa |   |   |   |   |   |   |   |

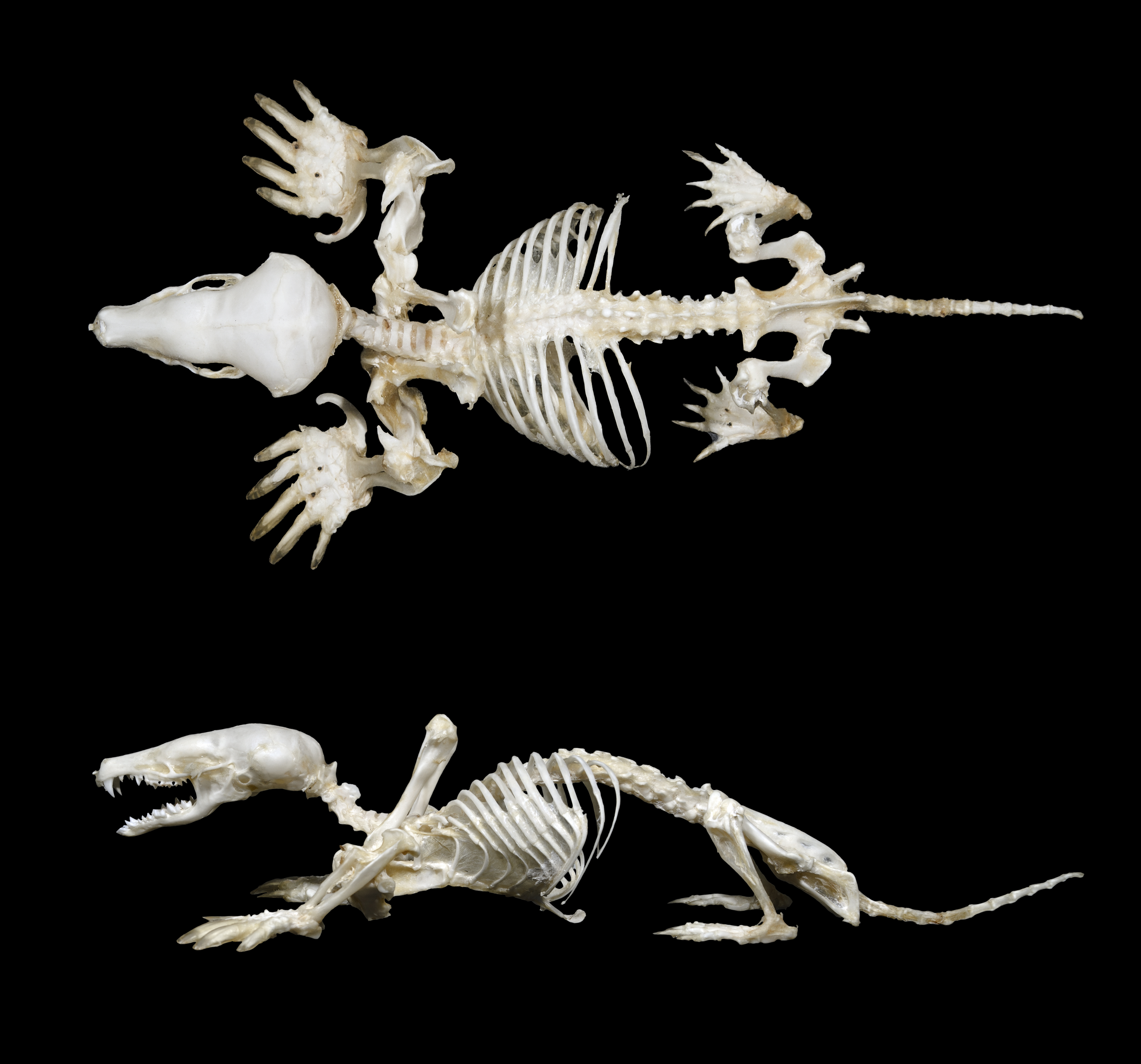
Squelette d'une taupe européenne en vue dorsale et en vue latérale.

Le crâne de la Taupe d'Europe mesure entre 34,0 et 37,3 mm de long et entre 16,4 et 17,8 mm de large au niveau de la boîte crânienne. Il est allongé et plat, comme chez la plupart des insectivores. Vu de dessus, il se rétrécit continuellement vers l'avant ; vu de côté, il a une forme conique avec une région occipitale arrondie. Le crâne est grand, mais le museau est plutôt étroit en comparaison avec la Taupe ibérique (Talpa occidentalis), la Taupe romaine (Talpa romana) et la Taupe des Balkans (Talpa stankovici). La mâchoire inférieure est longue et élancée, son bord inférieur s'incurve vers le bas.
La denture est composée de 44 dents de taille modérée, agencées par la formule dentaire 3.1.4.3 sur les mâchoires supérieure et inférieure. Cette espèce a donc conservé, comme chez certaines autres taupes, le nombre complet de dents des Placentaires. Néanmoins, une oligodontie est parfois observée, de sorte que des prémolaires surnuméraires, sous-numéraires ou fusionnées entre elles, sont formées. La mâchoire de la Taupe d'Europe se caractérise par une petite cuspide de la première molaire supérieure qui ne présente qu'une seule pointe, ce qui est également le cas chez la Taupe d'Aquitaine, mais s'écarte des Taupes ibérique et romaine, chez lesquelles il y a toujours deux pointes.

### Génétique
Le jeu de chromosomes diploïde est de 2n=34, composé de 14 paires d'autosomes petits et grands, métacentriques à submétacentriques, et de deux paires d'autosomes subtélocentriques. Le chromosome X est de taille moyenne et métacentrique. Le génome mitochondrial complet de la Taupe européenne comprend 16 884 paires de bases. Il est donc légèrement inférieur à celui de la Taupe ibérique et légèrement plus étendu que celui de la Taupe d'Aquitaine. Les trois espèces présentent par ailleurs une forte similitude dans leur génome nucléaire en termes de disposition et d'orientation,,.

## Répartition
La Taupe d'Europe est principalement présente dans les zones tempérées d'Europe. Son aire de répartition s'étend de l'ouest de la Grande-Bretagne au sud de la France métropolitaine, et vers l'est, à travers l'Europe continentale, jusqu'au sud de la Finlande, au nord de la Grèce et vers Istanbul, en Turquie. Elle s'étend également au-delà des monts Oural, en Russie asiatique, sur une petite partie de la plaine de Sibérie occidentale jusqu'à la confluence des fleuves Ob et Irtych. Elle se retrouve aussi sur de nombreuses îles de la Baltique et autour de la côte britannique, mais elle est absente d'Irlande, d'Islande, des îles de la mer du Nord, de certaines petites îles de la côte atlantique et des îles méditerranéennes dont la Corse, la Sardaigne et la Sicile, à l'exception de Cres dans le nord de l'Adriatique,.

Aire de répartition des espèces du genre Talpa :
Talpa occidentalis.
Talpa aquitania.
Talpa europaea.
Talpa caeca.
Talpa altaica.
Talpa levantis.
Talpa davidiana.
- Talpa romana.
- Talpa stankovici.
- Talpa caucasica.

## Écologie

### Habitat

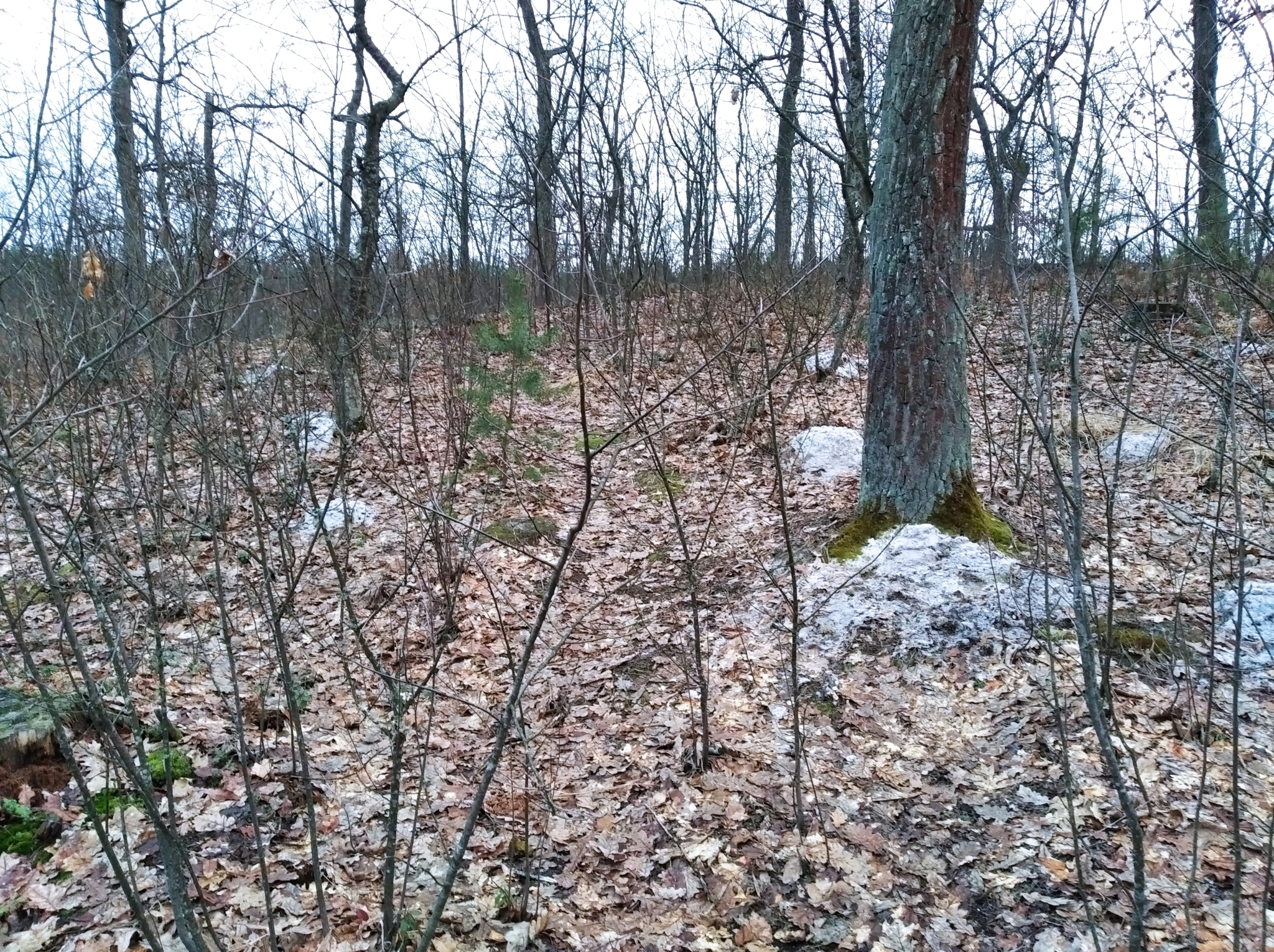
Un exemple de biotope primaire : une jeune forêt de feuillus.

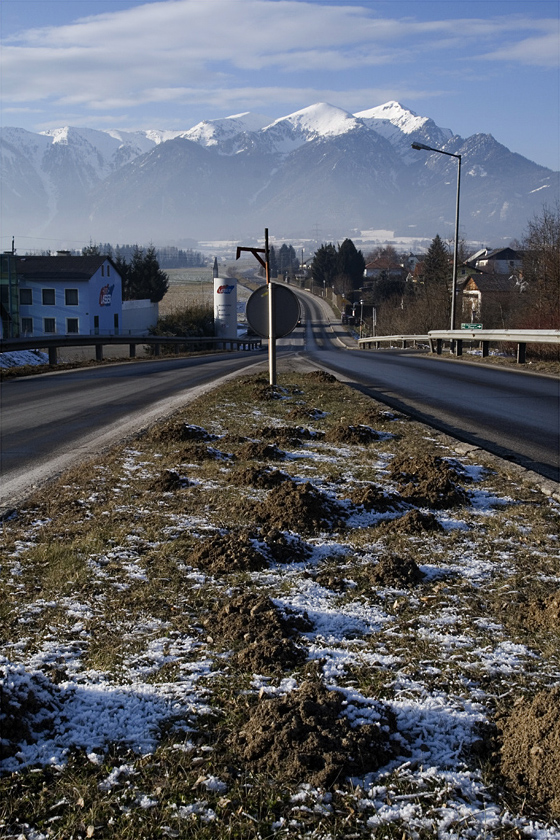
Un exemple de biotope secondaire : le terre-plein central d'une route.

La Taupe d'Europe est présente dans la plupart des habitats où le sol est suffisamment profond pour permettre la construction de ses vastes réseaux de galeries, à la recherche des vers de terre, nourriture à laquelle elle est inféodée. Une superficie minimale d'environ 10 ha est nécessaire pour son implantation durable, la densité de sa population variant de 0,2 à 8,5 individus par hectare. Ses biotopes primaires sont les forêts mixtes et de feuillus, ainsi que les pelouses situées aux altitudes comprises entre le niveau de la mer et 2 400 m environ. Ses biotopes secondaires sont les prairies, les pâturages et les terres cultivées. Elle colonise également les jardins et les parcs des zones urbaines, mais ces habitats morcelés sont souvent délimités par des barrières infranchissables. Cette espèce se trouve rarement dans les forêts de conifères et dans les habitats avec un sol sableux, pierreux ou gorgé d'eau en permanence. De même que les vers de terre, elle évite généralement les sols acides, dont la valeur limite est un pH de 4,5. Sa densité diminue aussi dans les régions agricoles fortement industrialisées où la pollution, parfois importante, abaisse la qualité des sols. Enfin, elle est absente des steppes,,,,,.

### Une espèce ingénieure et facilitatrice

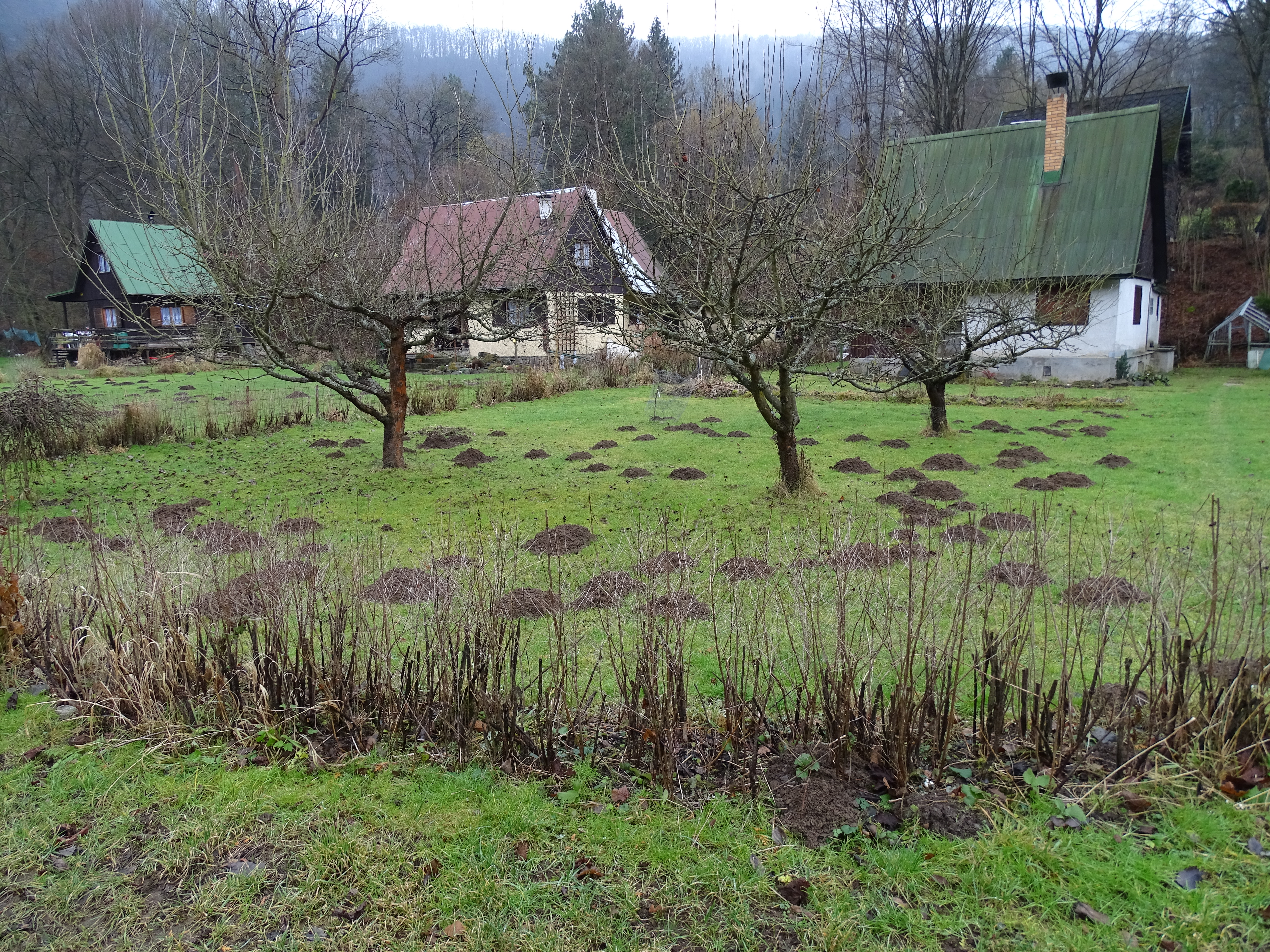
Taupinières dans un verger.

La Taupe d'Europe a un impact très important sur les paysages locaux. Les géologues spécialisés en sédimentologie affirment qu'au cours des deux derniers millénaires, les taupes sont le principal agent de déplacement des sédiments dans les zones de l'hémisphère Nord peu soumises à l’érosion. En effet, par leurs activités de creusement, elles provoquent des changements dans la structure du sol en l'aérant et en remontant en surface les éléments profonds tout en améliorant la teneur en nitrates de la terre arable disponible. Il s'agit donc d'une espèce ingénieure,.
Ces modifications ont à leur tour un impact sur la communauté végétale et animale locale. La création de taupinières rompt avec la couverture végétale généralement uniforme dans les zones de prairies ouvertes, produisant ainsi des micro-habitats plus lumineux, plus chauds, plus secs et où la concurrence est momentanément absente. Cela favorise alors l'implantation d'espèces végétales distinctes du reste de la prairie, à la diversité inférieure, mais dont la présence serait autrement exclue par le couvert végétal. De plus, les abords immédiats des taupinières sont généralement délaissés par le bétail, ce qui permet une floraison plus abondante et la diffusion de graines. À l'instar des Pics, la Taupe d'Europe agit ainsi en espèce facilitatrice et augmente l'hétérogénéité et donc la biodiversité de la prairie ainsi que sa productivité,,.
Ce terrain vierge qu'est la taupinière fraîche est successivement colonisé par des plantes proches à rhizomes comme l'Achillée millefeuille, à stolons comme la Véronique à feuilles de serpolet ou à tiges couchées enracinables notamment des graminées comme l'Agrostide stolonifère, la Houlque laineuse et le Vulpin des prés. Certaines vivaces recouvertes par la terre comme les pissenlits, parviennent à percer la taupinière. Puis viennent des plantes annuelles issues de la banque de graines du sol ou non comme la Capselle bourse-à-pasteur, la Drave printanière et la Véronique des champs. Enfin s'installent des plantes bisannuelles et des vivaces comme le Trèfle blanc, le Séneçon jacobée et la Centaurée jacée. Le transport des semences peut être assuré par le vent et le bétail mais aussi par les fourmis qui y sélectionnent des plantes à élaïosomes comme le Myosotis bicolore et peuvent s'y installer. Le facteur discriminant semble être l’humidité relative de la taupinière ; ainsi le Plantain lancéolé s'installe plutôt sur les taupinières sèches alors que Lychnis fleur de coucou préfère les plus humides. Cette succession végétale évolue généralement pendant deux années jusqu'à retrouver à peu près son stade initial,,.

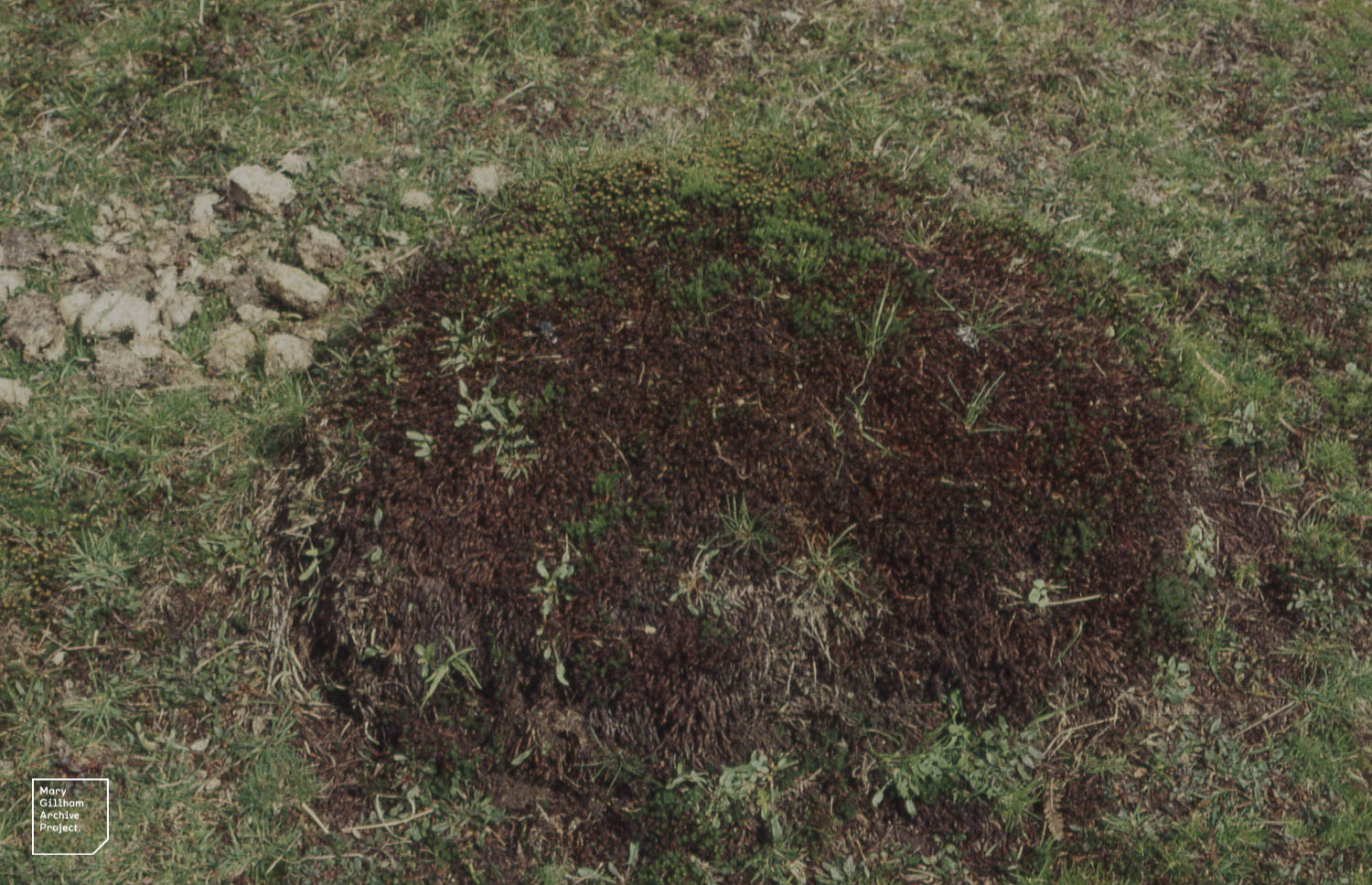
Taupinière colonisée par des fourmis Lasius flavus, une mousse du genre Polytrichum, le Rumex petite-oseille et par la Fétuque ovine.

La présence de taupinières facilite également le développement de certains papillons de jour. Ainsi, les populations du Cuivré commun dont la chenille est tributaire du Rumex grande-oseille sont indirectement favorisées par la taupe car la plante prospère aux alentours des taupinières. Une relation similaire unifie la taupe avec l'Hespérie de la mauve et l'Aigremoine eupatoire. Les papillons adultes sont également favorisés par la présence de taupinières, notamment les mâles, car elles leur apportent des zones de régulation thermique, les solariums, ainsi que des postes d'observation pour surveiller leur territoire. De la même façon, les ouvrières des fourmis rousses Formica exsecta recherchent, pour fonder de nouveaux nids, les taupinières les mieux exposées au soleil et les plus grandes.
Par son fouissement, la Taupe d'Europe facilite également le développement de certains champignons comme la Morille commune (Morchella vulgaris). Plus précisément, toutes les parties du Frêne élevé contiennent un dérivé du glucose, le mannitol, auquel la Morille commune est associée. Lors de son passage, la taupe qui transporte des conidies du champignon à son insu les dépose sur les racines du frêne qui suintent facilement lorsqu'elles sont altérées, ce qui permet sa multiplication asexuée. Les galeries peuvent également servir au mycélium primaire à se déplacer rapidement d'une racine à une autre. Les fructifications des morilles sont généralement visibles sur les taupinières datant de quelques semaines, voire sur celles de l'automne précédent. Le Frêne élevé, la Morille commune et la Taupe d'Europe apprécient tous les trois les sols calcaires meubles et bien drainés et leurs aires de répartitions de l'Espagne à la Sibérie se superposent parfaitement. L'Hébélome radicant est également une espèce de champignons liée à la Taupe d'Europe car il se développe exclusivement dans les anciennes latrines des terriers de micromammifères tout en étant en association avec les arbres feuillus qui l'entourent,.

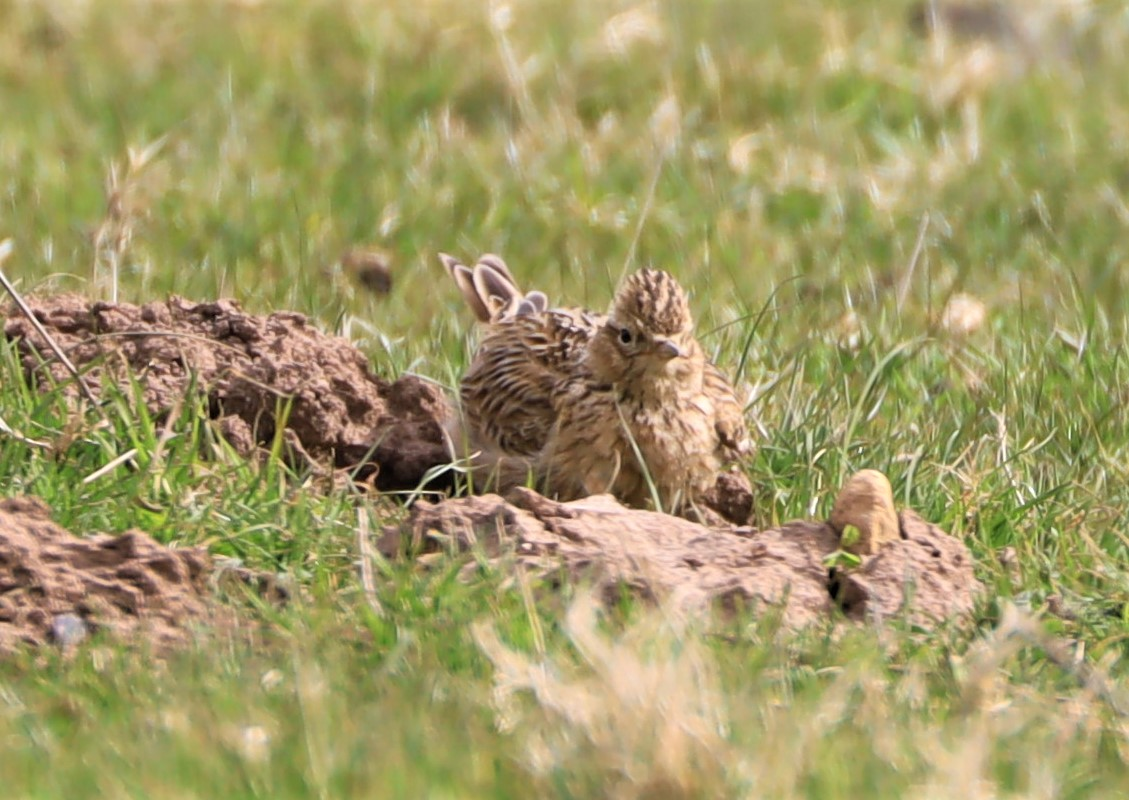
Alouette des champs prenant un bain de poussière dans une taupinière.

Les nids de taupe sont des micro-habitats qui abritent une faune spécifique particulièrement riche et variée d'acariens commensaux, où la plupart des grands groupes taxonomiques se retrouvent. C'est notamment le cas de larges communautés de femelles parténogénétiques de Mésostigmates Uropodina et Gamasina ou encore de plusieurs familles de Sarcoptiformes. La chaîne alimentaire y est représentée dans son ensemble avec des détritivores, des fongivores et des carnivores. Le genre Phaulodiaspis y est particulièrement abondant et sa présence est positivement influencée par des nids d'herbes situés en profondeur. Leur dissémination s'effectue principalement par l'intermédiaire des jeunes taupes au moment où celles-ci s'en vont fonder leur propre nid,,.
Les terriers abandonnés sont en outre réutilisés par de nombreux autres animaux. Ils s'y protègent de leurs prédateurs, y recherchent de la nourriture ou profitent des conditions climatiques particulières pour s'occuper de leur propre progéniture ou hiberner. Les espèces ainsi facilitées sont des micromammifères tels que la Musaraigne carrelet, la Musaraigne pygmée ou le Campagnol roussâtre tout comme des amphibiens tels que le Crapaud commun, le Crapaud vert, le Pélobate brun et la Grenouille des champs, de même que plusieurs centaines d'espèces d'arthropodes,.
Le Campagnol terrestre a également tendance à occuper les galeries creusées par la Taupe d'Europe, plutôt que de creuser les siennes. Par conséquent, la taupe a un effet sur la démographie du campagnol, facilitant l'établissement de nouvelles colonies et accélérant le processus de colonisation ; les populations de Talpa europaea atteignant leur maximum lorsque celles d'Arvicola terrestris sont dans leur phase de faible densité et vice versa.

## Cycle de vie

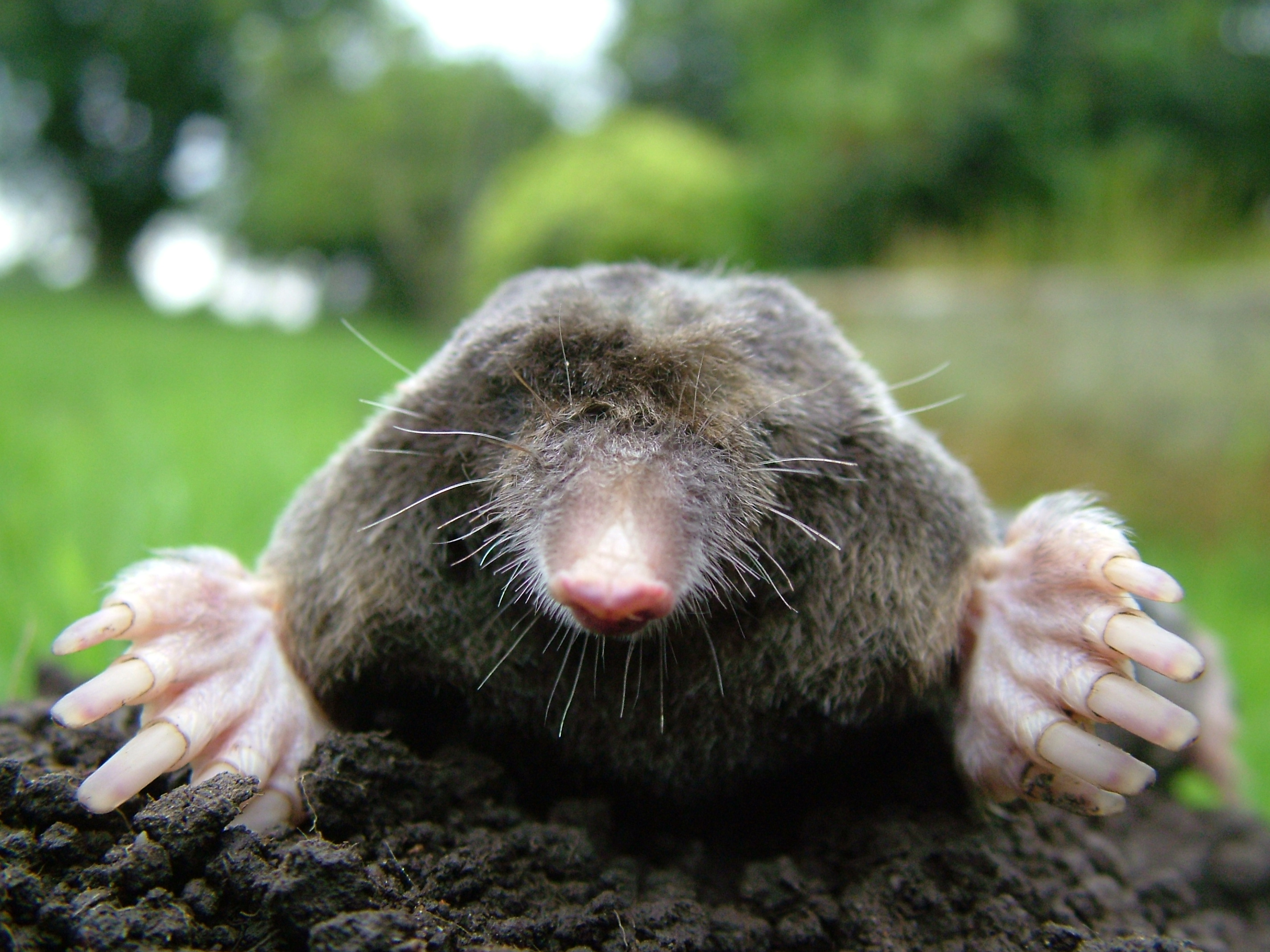
Taupe d'Europe vue de face dont le museau est composé de petites papilles chargées d'organes sensoriels spécifiques nommés organe d'Eimer. Ses courtes vibrisses lui sont également utiles.

La Taupe d'Europe voit mal les formes, mais discerne assez bien l'alternance d'ombre et de lumière, ainsi que les mouvements. Cette caractéristique la rend vulnérable en surface, mais pas en sous-sol, et contredit l'expression « myope comme une taupe » ; une expression qui correspondrait mieux à la Taupe aveugle. Elle entend parfaitement, l'absence de pavillon étant palliée par la réverbération des sons dans les galeries. Ce prédateur est doté d'un odorat très puissant, capable de repérer un ver de terre ou une cochenille dans dix centimètres de terre. Son sens tactile est très développé, grâce à ses vibrisses présentes sur le museau, mais aussi sur les pattes antérieures et la queue, ainsi que par des papilles spécialisées à l'extrémité du museau. Ce système sensoriel spécifique, encore plus développé chez les Condylures, est nommé organe d'Eimer, en l'honneur du zoologiste allemand Eimer, qui l'a isolé chez la Taupe d'Europe pour la première fois en 1871,,.
Comme les mammifères et les humains vivant à haute altitude, la Taupe d'Europe a développé des mécanismes respiratoires lui permettant de supporter un milieu confiné, à l'atmosphère chargée en dioxyde de carbone et en humidité et faible en oxygène. Elle possède les poumons les plus volumineux, proportionnellement, de tous les micromammifères et une quantité totale de sang par unité de poids deux fois plus importante. Ce sang présente une concentration très prononcée en oxygène, un taux d'hémoglobine élevé et des globules rouges comparables en nombre à ceux du Hérisson, mais de poids et de volume beaucoup plus importants,. Enfin, son hémoglobine permet de fixer un grand nombre de molécules de dioxyde de carbone, un mécanisme d'adaptation à l'hypercapnie provoquée par la vie souterraine.
La taupe a la réputation d'être hémophile, c'est-à-dire qu'une fois blessée, son sang ne coagulerait pas rendant sa mort inévitable. Ceci explique pourquoi certains jardiniers déposent encore des matériaux coupants dans les galeries, mais aucune preuve scientifique ne vient étayer cette légende, dont l'origine pourrait être l'observation d'hématomes chargés de sang sur des animaux morts après un combat entre mâles.
La taupe pourrait vivre de 10 à 20 ans, mais l'usure prématurée de ses dents, due à la terre et au sable contenus dans les lombrics qu'elle mange, limite en général cette espérance de vie à moins de 5 ans,.

### Réseau de galeries souterraines

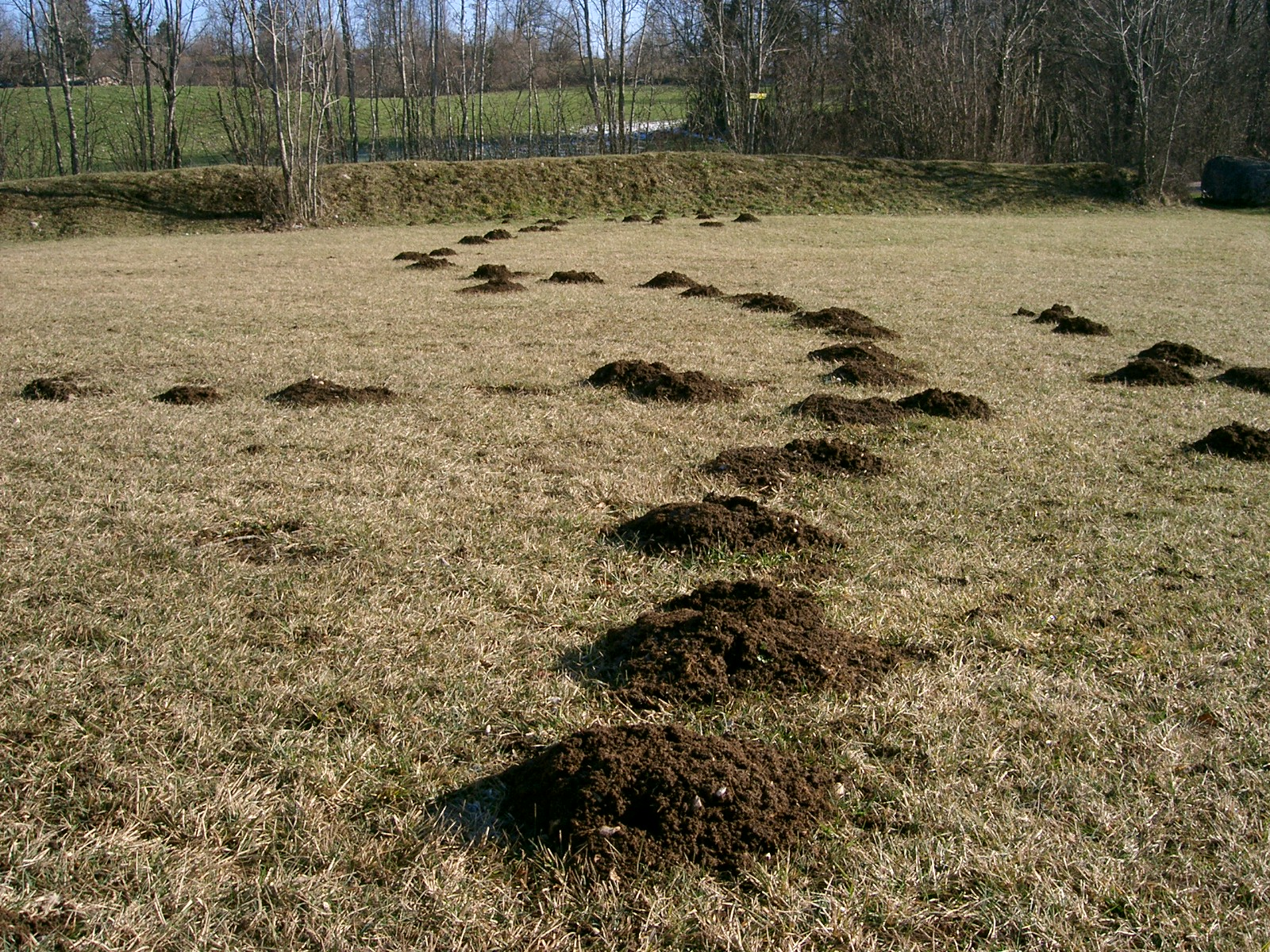
Taupinières.

La taupe vit dans un réseau complexe de tunnels. Il comprend des galeries profondes, situées à 15-25 cm de la surface, et d'autres temporaires superficielles, situées dans les premiers centimètres du sol, agencées en ramifications aléatoires ou en étoile, qui sont les galeries de chasse. Sur son territoire, la taupe utilise en moyenne 200 m de tunnels. Son territoire de chasse varie généralement de 600 à 900 m2. Dans les forêts de feuillus à la litière riche en feuilles, ou lorsque la neige recouvre le sol, les galeries traversent souvent la couche herbeuse ou bien la longent au-dessus du sol. Lors de ses déplacements dans les tunnels, la taupe positionne sa queue perpendiculairement au corps, à l'instar d'un pantographe touchant le plafond, afin de s'en servir de guide comme une canne d'aveugle ; chaque détail ressenti étant un point de repère lui permettant de cartographier son labyrinthe. Les taupinières correspondent à des points d'évacuation de la terre qui débouchent verticalement, contrairement à celles du Campagnol terrestre qui débouchent de biais. Les galeries périphériques, aux extrémités des territoires, sont généralement communes à plusieurs animaux : ceci explique leur recolonisation rapide par des congénères, ou par de nouvelles espèces, en cas d’abandon par leur occupant,.

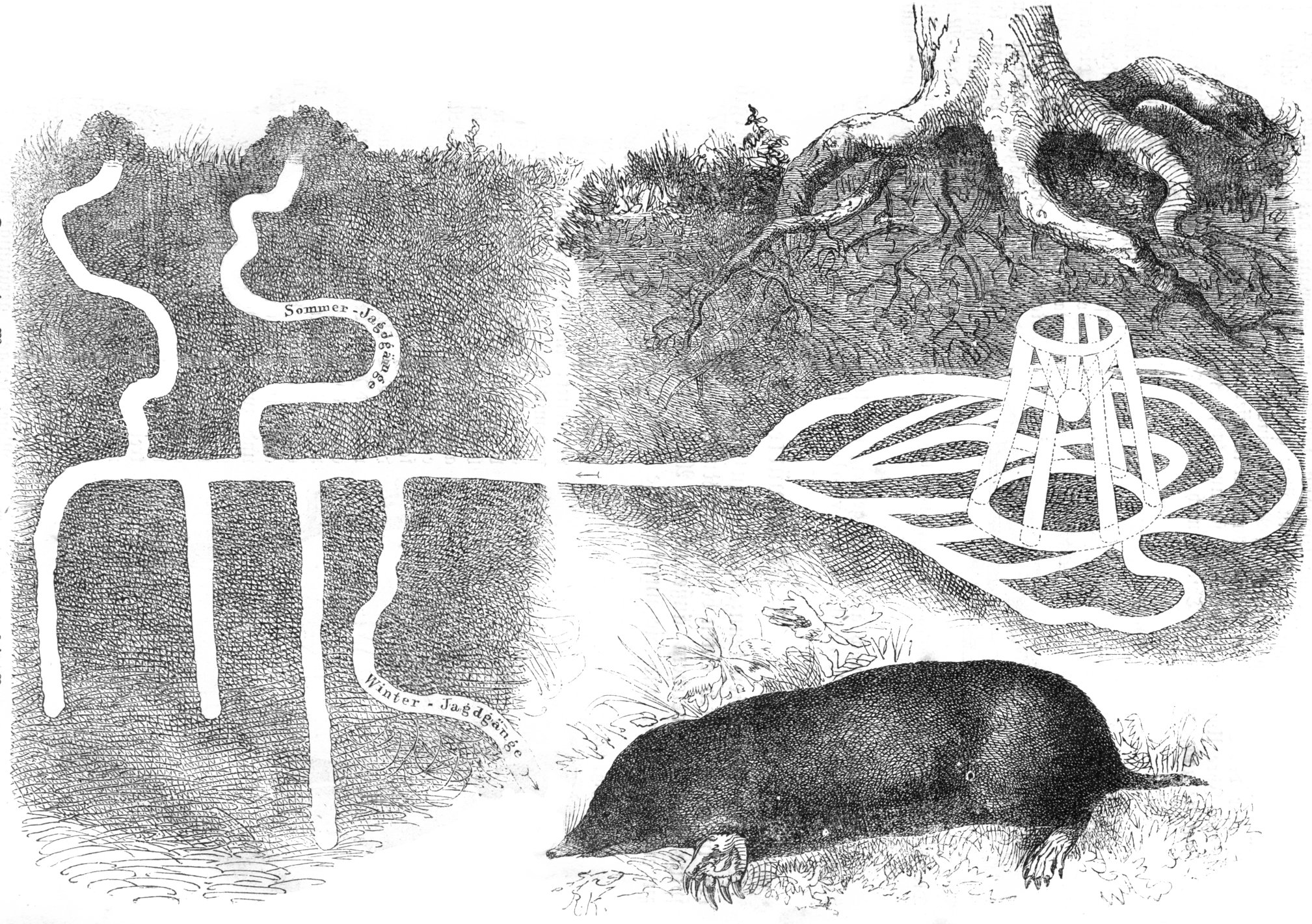
Réseau de galeries souterraines.

Le diamètre moyen des tunnels est de 5 cm, ce qui correspond à la largeur du corps de l'animal ; ceux du mâle mesurant plutôt 6 à 7 cm et ceux de la femelle 4 cm. Pour creuser aisément, la taupe n'utilise qu'une seule patte antérieure à la fois et effectue deux ou trois mouvements de creusement avant de passer à l'autre patte. La patte non fouisseuse sert alors à ancrer et à stabiliser le corps au sol, pour permettre le mouvement vers l'avant. Les membres postérieurs, dont les griffes sont également plantées dans le sol, ont une fonction similaire. La queue est le plus souvent positionnée verticalement ; la tête reste généralement dirigée dans la direction opposée à la main qui creuse restant ainsi protégée. La terre ameublie est en grande partie comprimée contre les parois des tunnels. Près de la couche herbeuse, de tels travaux de creusement peuvent parfois être observés par une légère surélévation du sol. Une fois qu'une certaine quantité de terre s'est accumulée derrière l'animal, celui-ci change de direction en roulant sur le côté ou en se retournant pour pousser la terre de ses pattes avant repliées horizontalement vers le haut du couloir ; la tête, au museau trop sensible, n'est pas utilisée pour soutenir la masse. Enfin, la taupe ramène les matériaux d'excavation à la surface du sol, ce qui nécessite la création préalable d'une sortie verticale, appelée « cheminée », pouvant atteindre 1,5 m de long. En creusant, l'animal pousse dix à douze fois son propre poids de terre à travers les galeries et à la surface du sol, mais ce travail nécessite une force bien supérieure qu'à l'extérieur, à cause des frottements. En laboratoire, la taupe peut soulever d'une de ses pattes avant jusqu'à 3 kg, soit 25 fois son propre poids. Les taupinières typiques ont un diamètre de 30 à 50 cm, une hauteur allant jusqu'à 15 cm et contiennent de 1,5 à 7,5 kg de terre. En l'espace d'une heure et demie, un seul individu peut créer jusqu'à quatre tumulus de ce type. Ce déroulé nécessite en partie un apprentissage, les jeunes taupes ayant tendance à créer un réseau incohérent et à percer la surface par mégarde,,.

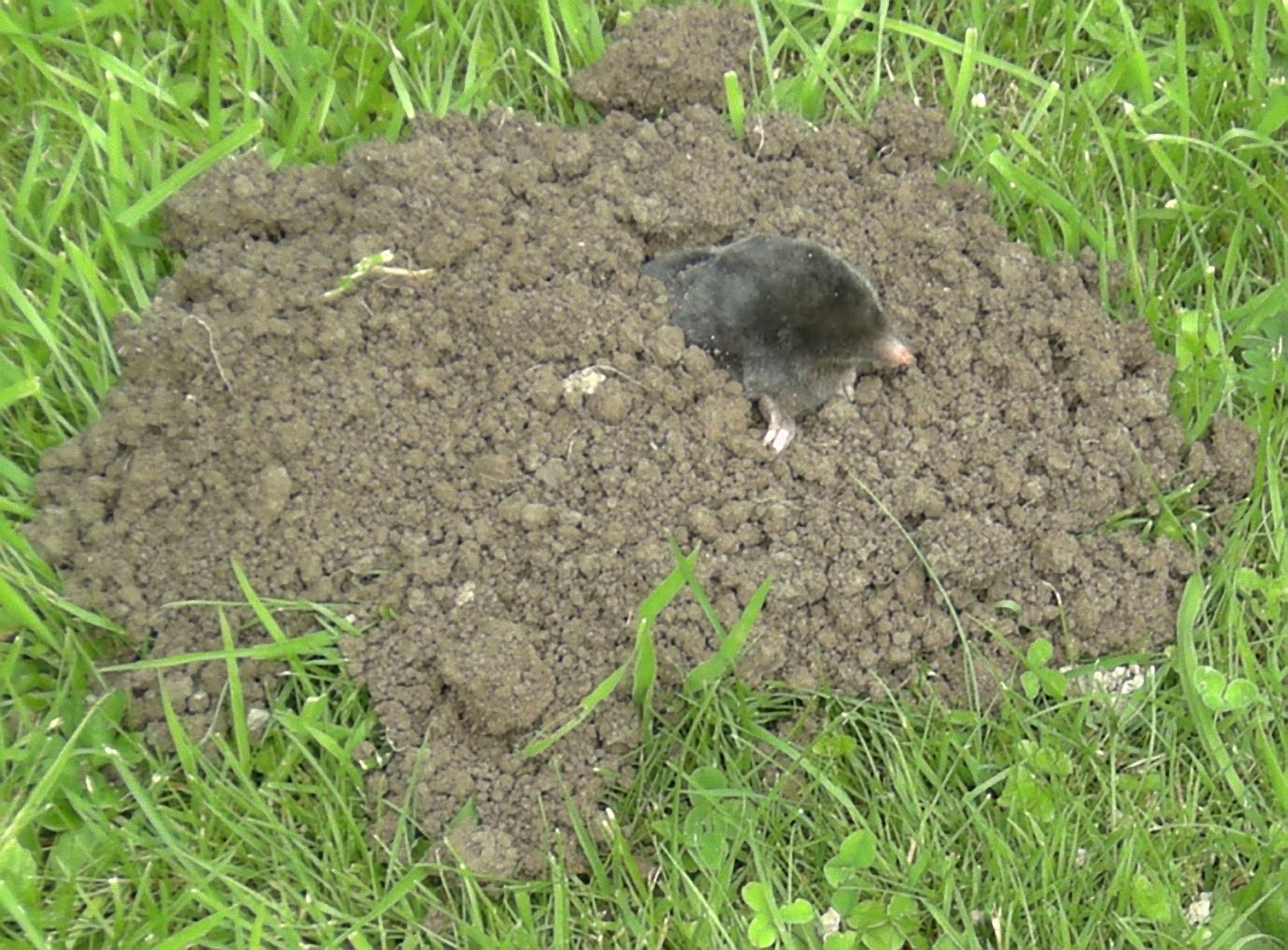
Travaux d'excavation.

L'intensité des activités de creusement dépend de la qualité du sol et de la quantité de proies. Dans les sols plus pauvres, l'animal doit creuser davantage que dans les sols plus riches. Les taupinières visibles de l'extérieur ne reflètent ainsi pas la densité d'une population, mais plutôt la qualité du sol. De plus, de petites taupinières rapprochées indiquent un travail du sol peu profond, alors que de grosses taupières espacées sont indicatrices d'un travail en profondeur. Selon les circonstances, il peut y avoir entre 4 000 et 20 000 taupinières sur un hectare de terrain, recouvrant de 4 à 11 % de la surface du sol et contenant entre 20 et 60 tonnes de terre. En une nuit, un animal peut creuser environ 30 m de tunnels dans un sol meuble. Le pic d'activité de creusement est généralement atteint au printemps et en automne, ce qui est en partie corrélé à l'humidité du sol ; en hiver, à cause du froid, et l'été, à cause de la sécheresse, la taupe devient plus discrète et les taupinières sont plus occasionnelles,,. Dans les tunnels, les conditions de température et d'humidité sont largement constantes. En climat continental, l'humidité de l'air y est de 94 à 100 % et la température varie en été entre 10 et 17 °C, contre des températures extérieures variant de 5,5 à 31,2 °C. Durant l'hiver, les valeurs correspondantes sont de −2 à +1 °C à l'intérieur contre −13 à +2,5 °C à l'extérieur. Sur l'ensemble de l'année, les températures des galeries varient de 20 °C, alors que les températures extérieures varient de 40 °C,,. Le réseau de galeries est parcouru par un léger flux d'air, dont l'importance dépend notamment de la vitesse du vent extérieur, qui pénètre à travers les taupinières fraîches, ainsi que par des cheminées d'aération spécifiquement dédiées et non surmontées de terre. Il existe une variabilité saisonnière, le flux étant plus important en été et moindre en hiver, assurant ainsi la thermorégulation de l'ensemble,.

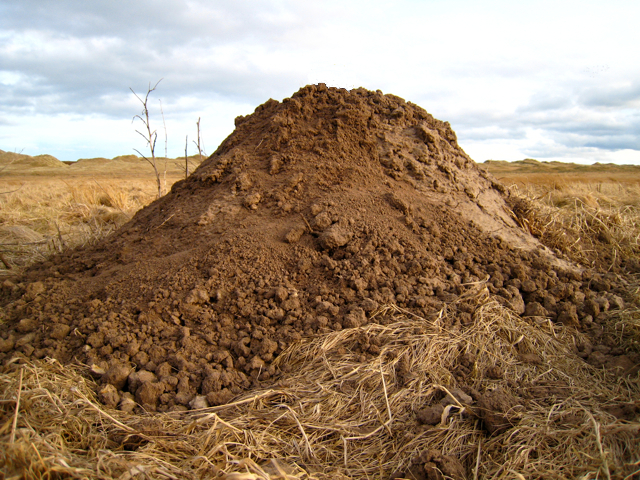
Taupinière forteresse.

Le système de galeries plus profondes est souvent un lieu de nidification, de sommeil et de repos, calme et sans courants d'air. Sa profondeur dans le sol dépend, entre autres, du niveau de la nappe phréatique et des conditions météorologiques extérieures. Elle est notamment proportionnelle à la rigueur hivernale. La chambre de nidification est sphérique, élargie d'un diamètre de 16 à 20 cm, rembourrée de végétaux secs tels que des feuilles et de l'herbe, mais aussi de poils, de plumes, de papier journal ou d'emballages en plastique. Il y règne généralement une température constante de plus de 20 °C, ce qui offre des conditions optimales pour le repos. La plupart du temps, un seul nid est créé, parfois plusieurs. De même, des chambres spécifiquement dédiées aux déjections et au stock de vers de terre sont aménagées. Les galeries proches de la surface et celles plus profondes sont reliées entre elles par un réseau de tunnels,,.

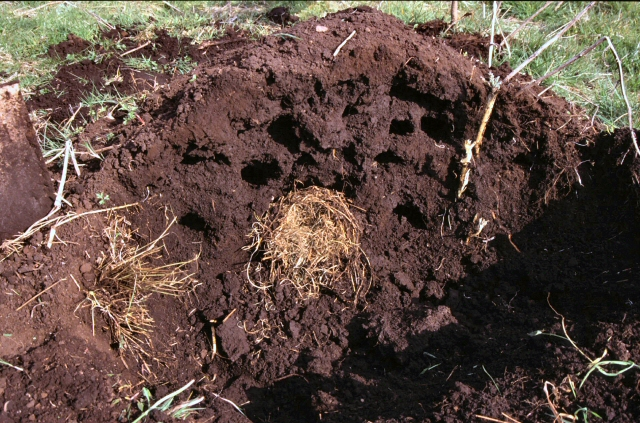
Organisation interne d'une taupinière forteresse où l'on aperçoit un nid entouré d'entrées de galeries.

Des taupinières extrêmement grandes constituent une particularité nommée « taupinière forteresse », « taupinière donjon », ou encore « château des marécages », l'ensemble étant construit pour assurer une bonne isolation thermique au nid. Elles se forment dans des terrains marécageux, exposés aux inondations ou à l'inverse trop rocailleux, deux types de sols ayant pour point commun de ne pas pouvoir être creusés profondément. Ces monuments atteignent généralement 1,50 m de diamètre pour une hauteur de 70 cm, le tout constitué de 50 kg de terre ; le record étant 2,40 m de diamètre pour une hauteur de 90 cm. À l'intérieur, il existe un système de longues galeries en colimaçon comportant au centre une ou plusieurs chambres de nidification. Un tel tumulus représente plus de 70 journées de travail,,.
Les activités en surface se limitent généralement à la recherche de nourriture. Elles sont plutôt sporadiques et s'observent le plus souvent chez les jeunes qui quittent le nid maternel, à moins qu'elles ne soient dues à des conditions de sol extrêmes, comme durant les périodes de sécheresse ou les inondations. En cas de necessité, la taupe s'avère être une bonne nageuse. Des colonisations à travers lacs, rivières et bras de mer sont d'ailleurs connues, comme dans les polders aux Pays-Bas,,.

### Activités journalières et saisonnières
Comme de nombreux autres micromammifères vivant sous terre, la Taupe d'Europe n'a pas de rythme jour/nuit très marqué. Son activité est divisée en trois phases de veille-sommeil successives de huit heures : les phases de veille, d'une durée d'environ quatre heures chacune, étant généralement le matin, l'après-midi et vers minuit et les phases de sommeil étant intercalées et d'une durée équivalente. Durant une journée printanière de 24 h, l'animal passe la moitié de son temps au repos dans son nid, son sommeil étant particulièrement profond. La phase active est remplie par des activités de déplacement et de recherche de nourriture à plus d'un tiers du temps et de creusement à moins d'un quart du temps. En période de reproduction, la mère creuse beaucoup plus, alors que le mâle se déplace plus. Pendant un cycle veille-sommeil de huit heures, un animal utilise environ un tiers de son système de galeries. Les distances ainsi parcourues varient de 25 à 200 m, mais les jeunes en recherche de leur propre territoire parcourent des distances nettement plus importantes, allant jusqu'à 750 m. Les déplacements de la taupe au sein du réseau sont en partie liés aux migrations journalières des vers de terre : ils se rapprochent de la surface aux heures fraîches et durant les pluies et descendent dans les couches plus profondes aux heures chaudes et durant les jours à fort ensoleillement,,.
Les seules exceptions à ce rythme journalier sont chez le mâle pendant le rut : il parcourt de longues distances à la recherche de femelles en creusant de nouveaux tunnels de surface. Il ne présente alors que deux périodes d'activité par jour, au lieu des trois habituelles. Quant à la femelle, elle maintient ces trois périodes d'activité par jour tout au long de l'année, sauf pendant la lactation, où elle retourne au nid 4 à 5 fois par jour, pour allaiter ses petits.
La Taupe d'Europe n'hiberne pas et reste active pendant les périodes les plus froides de l'année. De plus, elle n'accumule aucune réserve de graisse, mais amasse des stocks de vers de terre. Lorsqu'il gèle plus fort, elle déplace ses activités vers des couches de sol plus profondes. C'est également le cas en été où l'estivation est une période disette qui peut pousser la taupe à rechercher de quoi s'alimenter en surface et y parcourir de grandes distances,,.

### Alimentation

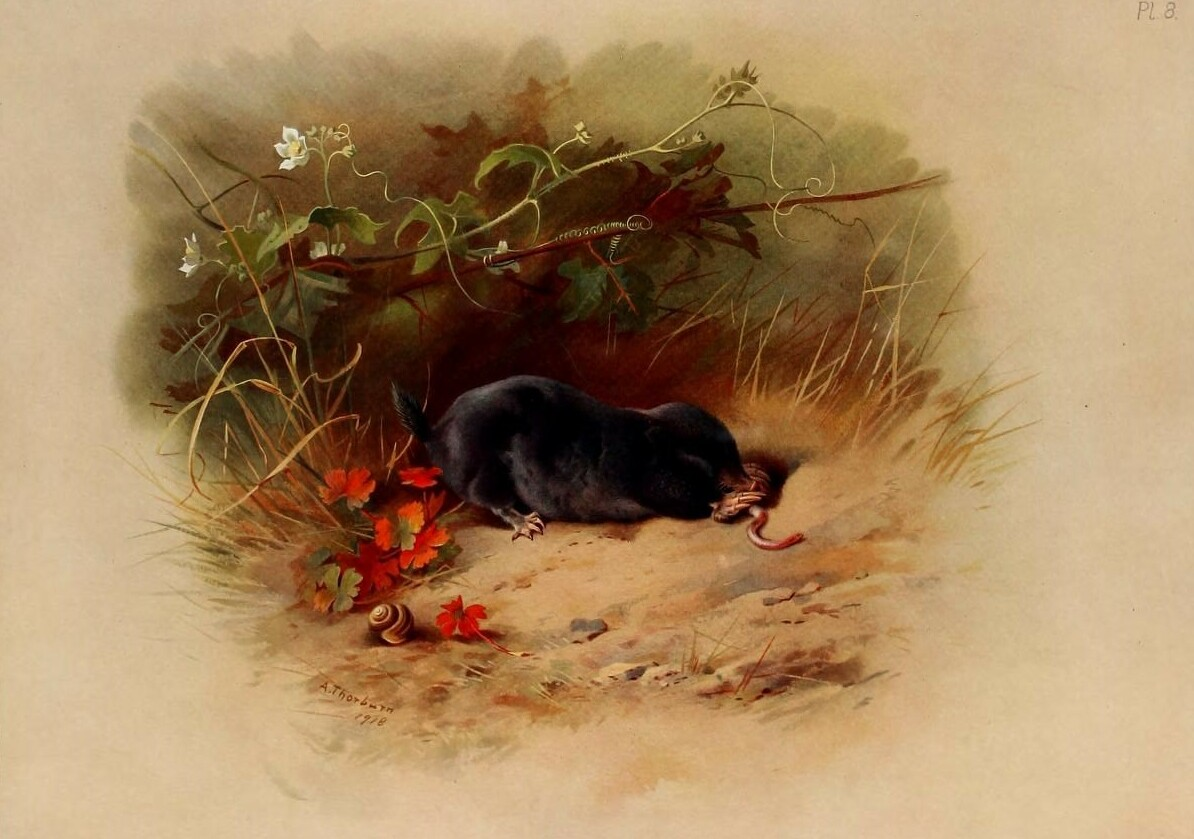
Taupe d'Europe consommant un ver (illustration d'Archibald Thorburn, 1920).

Les déplacements liés à la recherche de nourriture s'effectuent dans le réseau de galeries mais aussi en surface, leur intensité et leur durée étant déterminées par la répartition des proies dans le sol. Pour ce faire, la taupe parcourt son réseau, qui fonctionne comme une toile d'araignée retardant ou piégeant les vers de terre et autres proies. Trois méthodes de chasse sont pratiquées : un déplacement rapide à la vitesse d'un mètre par seconde en avalant tout ce qui est tombé dans la galerie et mobile ; un déplacement à faible allure en se fiant à son ouïe et son odorat pour repérer les vers de terre proches des parois et les tirer à elle ; un creusement de nouvelles galeries qui permet de découvrir de nouveaux territoires de chasse. Durant cette dernière phase, les vibrations propagées dans la terre poussent les vers à remonter à la surface pour se réfugier, ce qui est une aubaine pour certains oiseaux comme les merles et les grives qui savent reconnaître de l'extérieur les activités souterraines de la taupe. Imiter ces vibrations pour récolter des vers est une astuce que quelques pêcheurs connaissent également,.
Pour consommer un ver de terre, la taupe le passe entre ses doigts, le compresse pour lui retirer la terre de son estomac, puis commence à le manger par la tête, l'avale en arrachant successivement des tronçons sans les mâcher et enfin se nettoie la fourrure du mucus rejeté par sa proie. Cette action dure généralement moins d'une dizaine de secondes.
Le régime alimentaire de la Taupe d'Europe est principalement constitué de vers de terre. Elle semble préférer les espèces moyennes à grandes de la famille des Lumbricidae appartenant au groupe des anéciques, qui construisent des galeries verticales et au groupe des endogés, qui construisent des galeries horizontales. Ce sont des saprophages ou des géophages qui appartiennent surtout, par ordre d'importance, aux genres Lumbricus, notamment le Lombric commun (Lumbricus terrestris), Allolobophora dont le Lombric vert (Allolobophora chlorotica) et Octolasion à l'instar du Lombric bleu (Octolasion cyaneum) ainsi que d'autres espèces comme le Lombric marbré (Aporrectodea icterica). Tout de même, elle ne délaisse pas les petites espèces épigées de la litière et proches de la surface comme le Lombric châtain (Lumbricus castaneus) et le Lombric à queue octogonale (Dendrobaena octaedra),,,,.

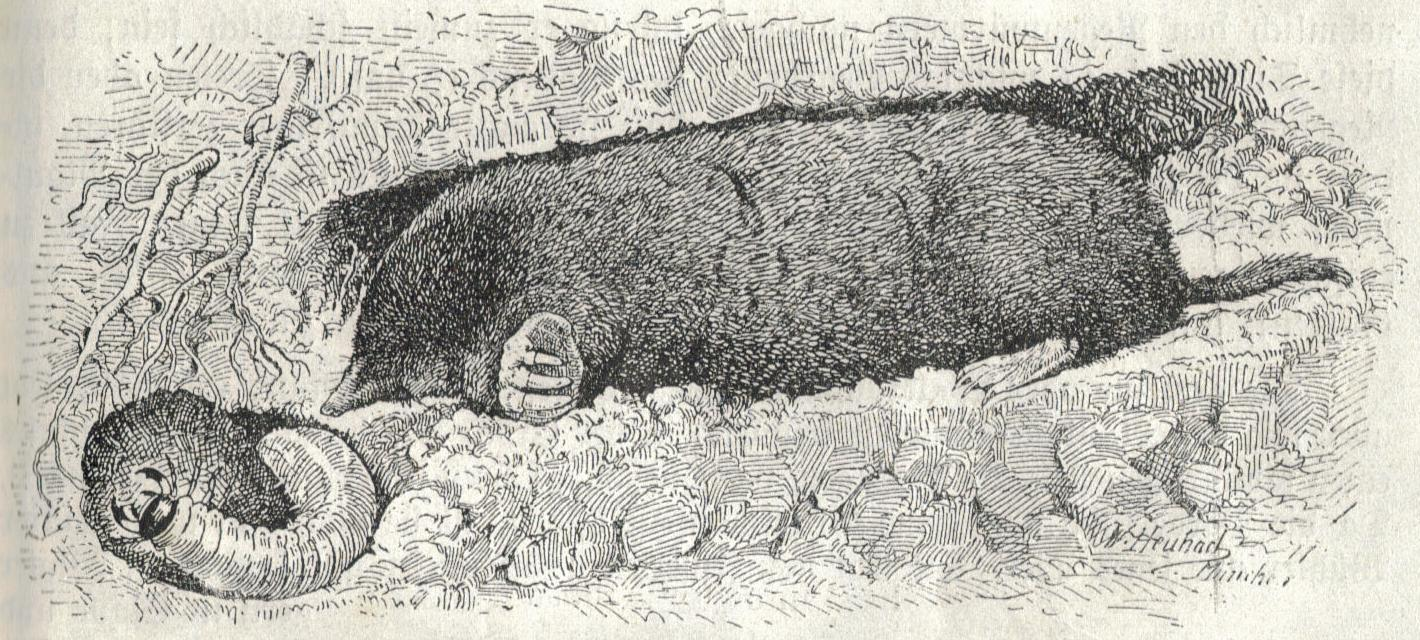
Taupe d'Europe dans sa galerie prédatant une larve de coléoptère.

Outre les vers de terre, divers animaux du sous-sol font également partie de ses repas, à savoir des cochenilles, des mille-pattes, des diplopodes et des larves et nymphes d'insectes fouisseurs notamment de coléoptères comme celles de Hannetons, de Taupins et de Carabes, de diptères comme celles de Dolichopodidae, de Tipulidae, d'Empididae, de Sciaridae et de Bibionidae, et également des larves et chrysalides de lépidoptères comme celles de la famille des Noctuidae. S'y ajoutent des fourmis, des perce-oreilles, des escargots, des limaces et leurs œufs, des sangsues, des araignées et des puces. La Taupe est ainsi un carnivore strict, contrairement au Campagnol terrestre qui est herbivore,,,,,.
La composition du régime alimentaire ne dépend ni de l'âge ni du sexe de l'individu. En revanche, il existe des variations saisonnières dans la proportion de vers de terre : celle-ci reste plus élevée au printemps et en automne, mais plus faible en été et en hiver. Ainsi, bien que sa proportion soit généralement de 90 %, elle peut baisser à 50 %, voire exceptionnellement à 10 % durant l'été à mesure qu'augmente celle des larves d'insectes, tandis que les mille-pattes et apparentés sont présents toute l'année. Localement, cette diversité alimentaire peut se révéler particulière avec la découverte d'enclaves aux concentrations spécifiques comme des colonies de larves de diptères ou de fourmis,,.
En préparation des mois estivaux et hivernaux de disette, la taupe fait des réserves de plusieurs centaines de vers de terre qu'elle paralyse en les mordant au niveau d'un anneau situé derrière leur tête, pouvant ainsi les stocker vivants dans la galerie, dans des culs de sac, de petites dérivations ou plus rarement dans des chambres spécialement dédiées. Certains garde-mangers peuvent contenir jusqu'à 800 vers de terre d'un poids total de 1,5 kg, ce qui correspond à une quantité de nourriture pour plus de trois semaines ; quelques-uns peuvent même dépasser les 1250 individus. Au bout de quelques mois, les tissus lésés des lombrics non consommés se régénèrent et ils peuvent sortir de leur léthargie, c'est la paradiapause,,,,.
Une taupe adulte mange plus de la moitié de son poids en une journée. Sa petite réserve de graisse lui permet de tenir une journée et demie de jeûne. Une taupe mâle de 110 g a besoin de 75 à 90 g de nourriture par jour, tandis qu'une femelle de 85 g a besoin de 70 à 90 g. En proportion, le mâle absorbe ainsi chaque jour environ 75 % de son propre poids en nourriture, la femelle environ 90 %. Lors d'un repas, jusqu'à 50 g de nourriture peuvent être consommés. La taupe boit également régulièrement de l'eau, bien qu'elle en trouve dans les vers,,,.

### Organisation sociale et reproduction
La Taupe d'Europe est un animal peu sociable qui vit seul dans ses galeries souterraines et évite le contact avec ses congénères en dehors de la période de reproduction. Selon des études menées sur des animaux en Écosse, le mâle et la femelle occupent en moyenne un territoire de 2 000 m2. Le territoire de la femelle reste stable tout au long de l'année, alors que celui du mâle peut s'étendre jusqu'à 6 000 m2 pendant la phase de reproduction. Des chevauchements marginaux se produisent, mais ils sont moins importants chez les individus de même sexe. En moyenne, le chevauchement est de 13 %. Les galeries et les nids sont marqués par des sécrétions olfactives provenant de glandes anales, principalement composée d'acides carboxyliques, qui ont un usage social en indiquant le territoire de la taupe à ses congénères. En règle générale, le nid est situé au centre de ce territoire et un autre individu est toléré jusqu'à une distance de six mètres. Ainsi, pour éviter les confrontations, les voisins utilisent souvent des créneaux horaires différents. Cependant, la durée de ce marquage chimique est assez faible, un territoire inoccupé étant réaménagé après 18 à 24 heures par les riverains,.
Lors du rut, qui a lieu de la fin de l'hiver au tout début du printemps, le mâle se met en quête d'une femelle en creusant une galerie en ligne droite dans le sol ou juste sous la surface ; un phénomène visible de l'extérieur par l'alignement rectiligne des taupinières. Parfois, ce déplacement s'effectue à ciel ouvert créant ainsi un petit sentier nommé par les naturalistes « traces d'amour » ou « parcours de rut ». Ce déplacement peut mener à de grandes migrations, ce qui distingue la Taupe d'Europe de la Taupe romaine, où les mâles copulent principalement avec les femelles voisines. Lors de cette phase sexuellement active, les testicules des mâles augmentent considérablement, passant d'une moyenne de 120 mg à 300 mg. La teneur en testostérone augmente également et reste à un niveau plus élevé après la phase de reproduction printanière jusqu'à la deuxième période d'accouplement si elle échet. Le mâle de la taupe parvient à détecter les chaleurs des femelles à travers la couche de terre. Néanmoins, celles-ci ne durant au maximum que 20 à 30 heures, il n'est pas rare qu'il soit éconduit. Parfois, deux mâles s'affrontent violemment en se mordant et en se frappant de leurs pattes avant, tout en émettant des sons stridents,,.
Les organes sexuels des femelles sont une caractéristique frappante de plusieurs espèces du genre Talpa dont Talpa europaea et exceptionnelle chez les mammifères. En effet, elles sont hermaphrodites : leurs ovaires gonflent pendant la phase de reproduction printanière alors qu'en période d'inactivité sexuelle automnale, la proportion des testicules augmente considérablement en simultané avec le taux de testostérone, sans pour autant produire de spermatozoïdes : ce sont des ovotestis. En corrélation avec cette situation gonadique particulière, la taupe femelle présente un clitoris pénien traversé par un canal urétral, à l'instar des Hyènes. Chez le mâle, le développement des testicules est inversé : ils se développent au printemps et régressent en automne. Le taux de testostérone est un covariant de l'agressivité qui semble être un atout pour défendre son territoire mais qui doit être momentanément réduit chez la femelle pour accepter l'accouplement,,. Dans la même logique, la taille des glandes anales et la quantité de leurs sécrétions olfactives sont corrélées au taux de testostérone, augmentant pendant la saison de reproduction chez les mâles et diminuant pendant la période d'œstrus chez la femelle. En dehors de cette saison particulière, les mâles et les femelles sécrètent un signal olfactif identique qui maintient l'intégrité territoriale de l'individu.

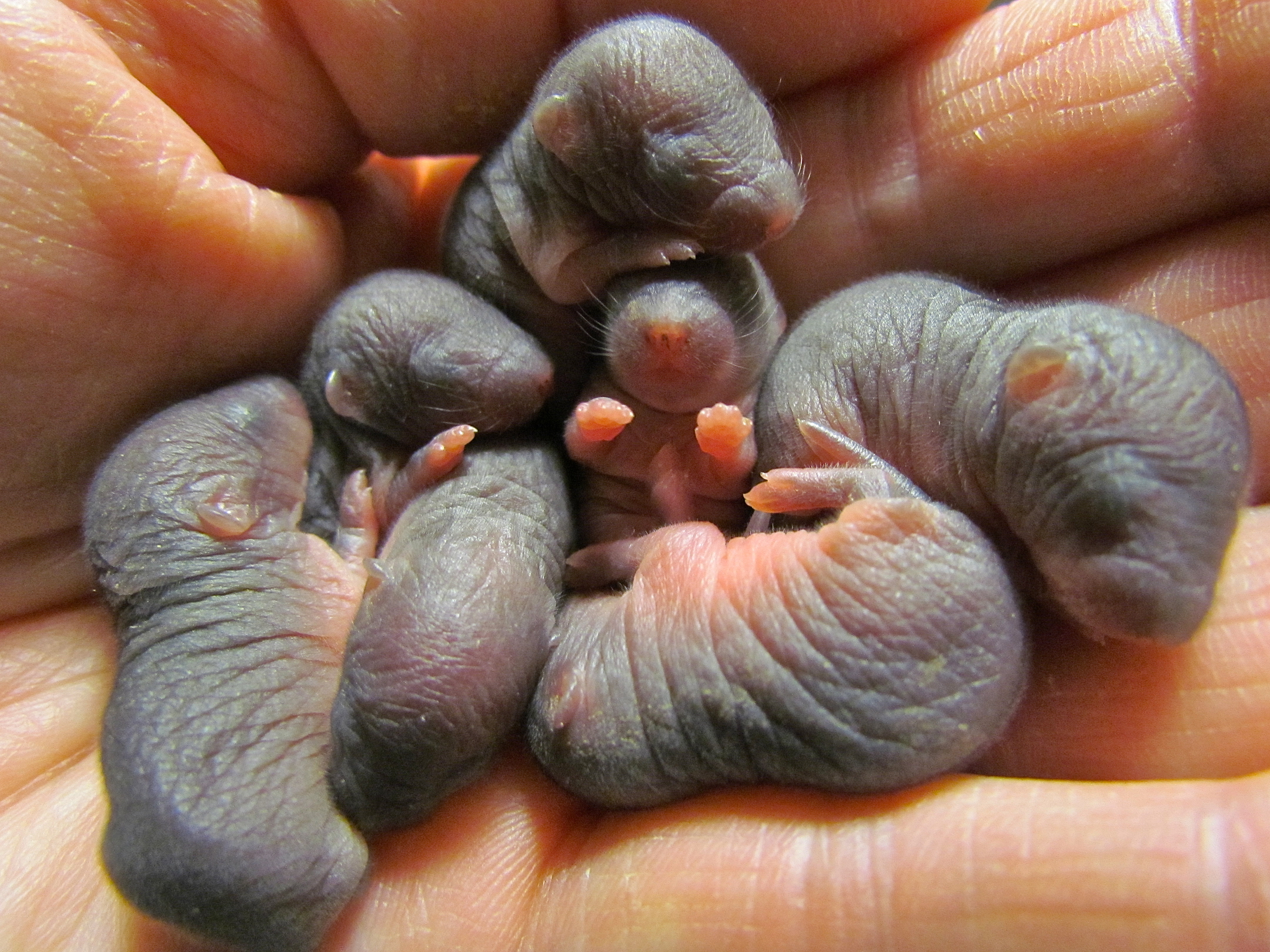
Juvéniles.

La reproduction donne lieu en général à une seule portée par an au printemps, de deux à sept petits et souvent de trois à cinq. Une seconde portée peut se mettre en place en fin d'été ou en automne, surtout dans le sud de l'aire de répartition. La gestation dure environ quatre semaines et l'allaitement environ six semaines. Pendant cette période, la femelle mange nettement plus de nourriture, mais contrairement aux musaraignes, elle n'augmente pas la taille de son territoire, la zone maintenue le reste de l'année semblant suffire pour faire face aux demandes énergétiques accrues de la lactation. À la naissance, les petits, nus et aveugles, pèsent entre 3,2 et 3,5 g et mesurent environ 4 cm de long. Leur couleur extérieure passe du rouge vif, au rose, puis au gris bleu pour enfin être noir d'encre. À trois semaines, les yeux s'ouvrent et les jeunes mesurent alors en moyenne 12 cm de long et leur pelage s'est développé. À l'âge d'un mois, les jeunes explorent les galeries en suivant leur mère et, à l'âge de six semaines, au début de l'été, ils quittent définitivement le nid maternel pour chercher un nouveau territoire. Se déplaçant souvent en surface, ils sont des proies faciles pour leurs prédateurs, leur mortalité étant alors relativement élevée. Lors de leurs explorations, ils tombent fréquemment sur des réseaux de galeries habités par des congénères, ce qui donne lieu à de violents affrontements. Leur maturité sexuelle n'est effective que l'année suivante où il ne restera qu'un quart à un tiers de la population initiale,,.
Dans les populations stables, le taux de mortalité annuel reste relativement constant, entre 50 et 60 %. Dans des populations écossaises et polonaises comparables, la proportion de jeunes était d'environ un gros tiers, un autre tiers représentait des individus qui venaient d'atteindre leur maturité sexuelle, tandis que 20 % étaient des animaux âgés d'environ deux ans et demi. Les individus âgés de plus de trois ans étaient rares et représentaient moins de 10 % de la population,.

## Prédation, parasitisme et maladie

### Prédation

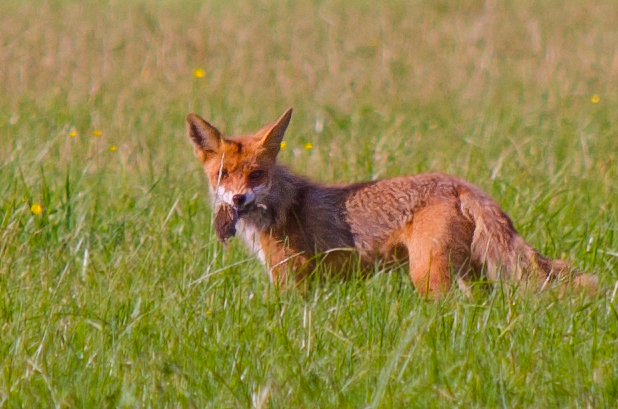
Renard roux tenant dans sa gueule une taupe.

La taupe est avertie des importuns par les vibrations et les pulsations d'air. Celles-ci se propagent dans l'ensemble du réseau et lui font ressentir les mouvements de la surface, de même que les intrusions dans ses galeries. Son plus grand risque d'être victime d'un prédateur survient lors de ses excursions à la surface, les jeunes inexpérimentés qui viennent de quitter le nid maternel étant les principaux concernés. Ses principaux prédateurs sont des rapaces comme la Chouette hulotte, la Chouette effraie et la Buse variable, des Corvidés et la Cigogne blanche, ainsi que certains mammifères carnivores comme les Mustélidés à l'instar de la Belette, de l'Hermine et de la Martre ou encore la Genette et le Chat forestier, ainsi que quelques serpents comme les vipères. À l'occasion, le Sanglier peut être également un prédateur. Le Renard roux tue souvent les taupes et les ramène à son terrier, mais les abandonne parfois sans les consommer, tout comme le chien et le chat domestique. Il semble que la taupe adulte émette une odeur pestilentielle et un goût répugnant, même pour ces prédateurs et qu'ils la délaissent s'ils ont le choix de proies plus douces,,,. D'après le scientifique anglais Lionel Adams qui a goûté sa viande, la chair de l'adulte est repoussante alors que celle du juvénile de dix jours est délicieuse ; blanche et tendre, elle se rapproche de celle du lapin. Cependant, les a priori culturels européens désapprouvent sa consommation.

### Parasitisme interne et externe
De nombreux parasites ont pour hôte la Taupe d'Europe. Parmi les parasites internes, il s'agit principalement de vers tels que des Trématodes, des Cestodes, des Nématodes et des vers à tête épineuse mais aussi de Protozoaires tels que Toxoplasma gondii. Certains vivent dans les intestins alors que d'autres infestent l'estomac. Plus d'une quarantaine de genres sont documentés, quelques espèces étant monospécifiques chez les trématodes à l'instar d'Ityogonimus lorum, qui a pour hôtes intermédiaires deux escargots terrestres successifs, mais surtout chez les nématodes avec 37 espèces strictement inféodées au genre Talpa comme Spirura talpae qui a pour hôte intermédiaire la larve de la Cétoine dorée et dont l'impact parasitaire est loin d'être négligeable,,. Parmi les parasites externes se trouvent des puces notamment la nidicole Ctenophthalmus bisoctodentatus, l'éclectique Hystrichopsylla talpae et la puce de fourrure Palaeopsylla kohauti. Enfin, la faune des acariens inféodée à la Taupe est nombreuse et diverse selon les régions. Parmi les espèces au mode de vie parasitaire se trouvent par exemple Demodex talpae et Ixodes ricinus,.

### Maladie virale
L'ordre des Eulipotyphla héberge des hantavirus à la diversité génétique élevée dont les arthropodes, notamment les puces, servent de vecteurs. Ces virus évoluent en changeant d'hôtes puis en s'adaptant spécifiquement à leur nouvel hébergeur. En 1999, une lignée d'hantavirus hautement divergente est découverte en Hongrie dans le tissu hépatique de la Taupe d'Europe et nommée « virus Nova » (NVAV), les deux espèces ayant coévolué parallèlement. La diversité génétique de cette espèce semble importante et la forte prévalence de son infection chez les taupes européennes, notamment en France, suggère une transmission efficace du virus et une relation hôte réservoir et hantavirus établie de longue date et bien installée dans l'écosystème. Le NVAV est probablement répandu sur l'ensemble de la vaste distribution de la Taupe européenne,.
Certains hantavirus ne sont pas connus pour être pathogènes chez l'humain tandis que d'autres provoquent une fièvre hémorragique avec syndrome rénal (FHSR) en Europe qui se traduit avec le virus Dobrava (DOBV) lié au Mulot à collier par des symptômes souvent graves et un taux de létalité élevé ou avec les virus Puumala (PUUV) lié au Campagnol roussâtre et Saaremaa (SAAV) lié au Mulot rayé, par des maladies généralement bénignes. Entre 15 et 50 % des patients hospitalisés atteints de DOBV et environ 5 % des patients atteints de PUUV nécessitent une dialyse et un traitement prolongé en soins intensifs. Le fait que le virus de la taupe NVAV infecte ou non l'humain n'est pas documenté et les types de syndromes qu'il provoquerait le cas échéant sont inconnus. Le risque d'infection est a priori plutôt négligeable, car l'exposition humaine aux taupes et à leurs sécrétions et excrétions supposées infectieuses est extrêmement rare. Cependant, la manipulation des animaux par les piégeurs et les naturalistes devrait se faire avec vigilance et l'apparition de syndromes inhabituels ultérieurs devraient inciter à la prudence,,.
L'amplitude et la magnitude des épidémies de FHSR sont en augmentation générale en Europe et les facteurs influençant la dynamique et les fluctuations temporelles de la transmission du virus de la taupe NVAV sont encore à étudier. Cependant, la diversité génétique de Talpa europaea est inversement proportionnelle à l'infection, les populations nouvellement installées étant plus infectées que celles bien établies. De même, le changement d'attribut d'un habitat diminue la biodiversité d'une population et favorise les hantavirus aux hôtes généralistes et opportunistes. Par contre, l'effet de l'augmentation des températures sur l'incidence des hantavirus par le changement climatique reste imprévisible tout comme l'effet de l'abondance des insectes et des prédateurs,.

## Relations avec l'Homme

### Une espèce parfois nuisible

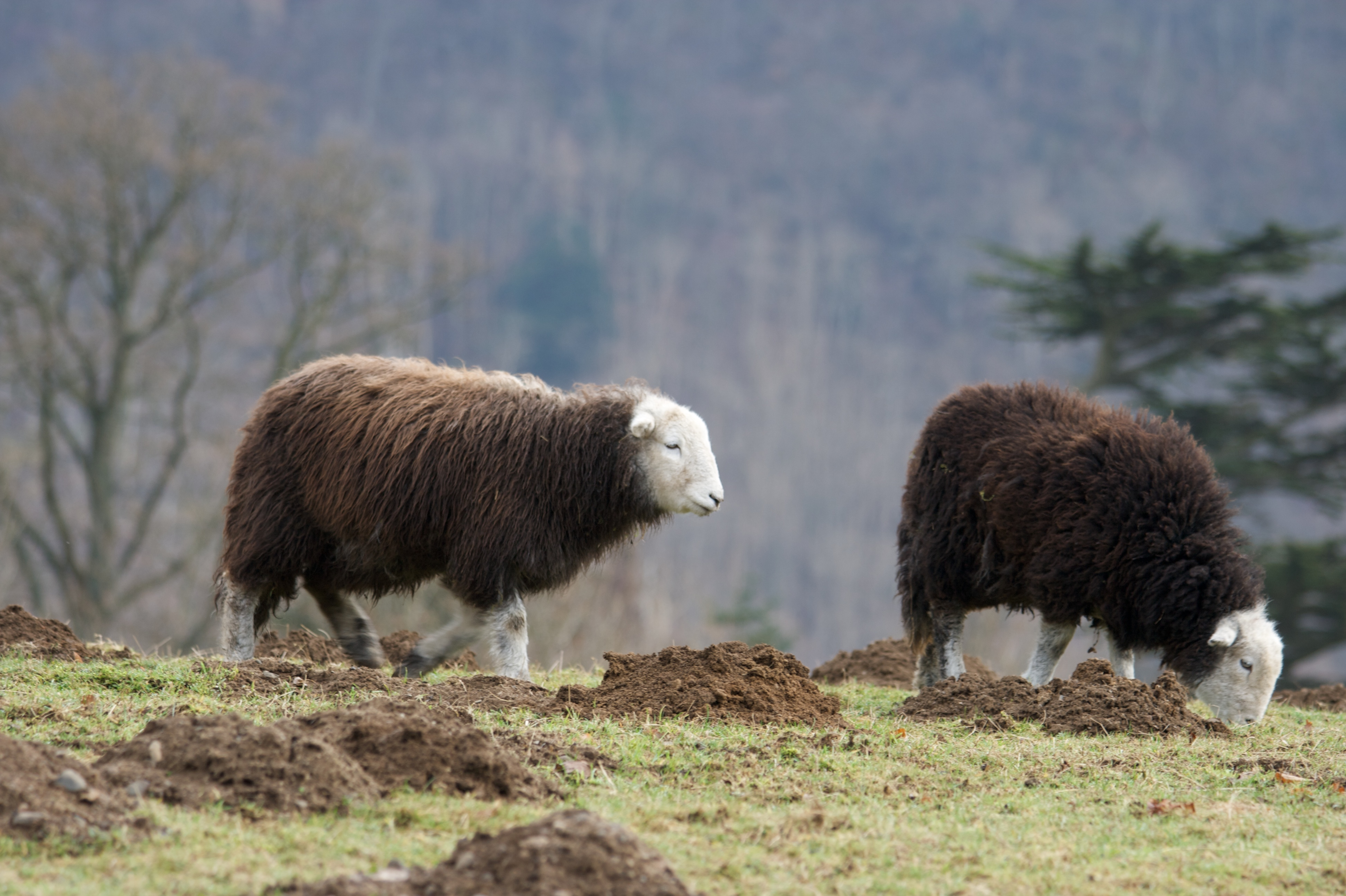
Brebis pacageant à proximité de taupinières.

D'un point de vue agricole, la présence de la taupe et de ses taupinières signifie souvent une diminution de la qualité et de la quantité du fourrage, et s'accompagne de problèmes techniques lors de la fauche, notamment la détérioration du matériel de coupe. En effet, la taupe favorise la propagation d'espèces de faible valeur fourragère et limite la surface herbeuse et le broutage du bétail. Dans les cultures, elle bouleverse les semis, sectionne les racines et endommage les réseaux d'irrigation. D'un point de vue esthétique, elle détériore les espaces verts urbains, les gazons des habitations ainsi que celles des terrains de sport tels que les terrains de golf et les hippodromes. Ses taupinières présentent également des risques de blessures pour les personnes et les animaux, tels qu'une patte cassée car entravée par une galerie. Elles présentent aussi des risques d'intoxication, la terre mélangée à l'ensilage étant problématique pour les ruminants. En effet, des bactéries Clostridium présentes dans la terre favorisent la fermentation butyrique puis l’apparition de substances toxiques et une remontée du pH. L’ensilage devient alors instable et des moisissures s'y développent, intoxiquant le bétail. À cause de ces faits, la Taupe d'Europe est parfois considérée comme un organisme nuisible,,,,. De plus, cette taupe est un précurseur aux pullulations de Campagnol terrestre, une espèce également impactante provoquant de graves dégâts dans les prairies des montagnes européennes.

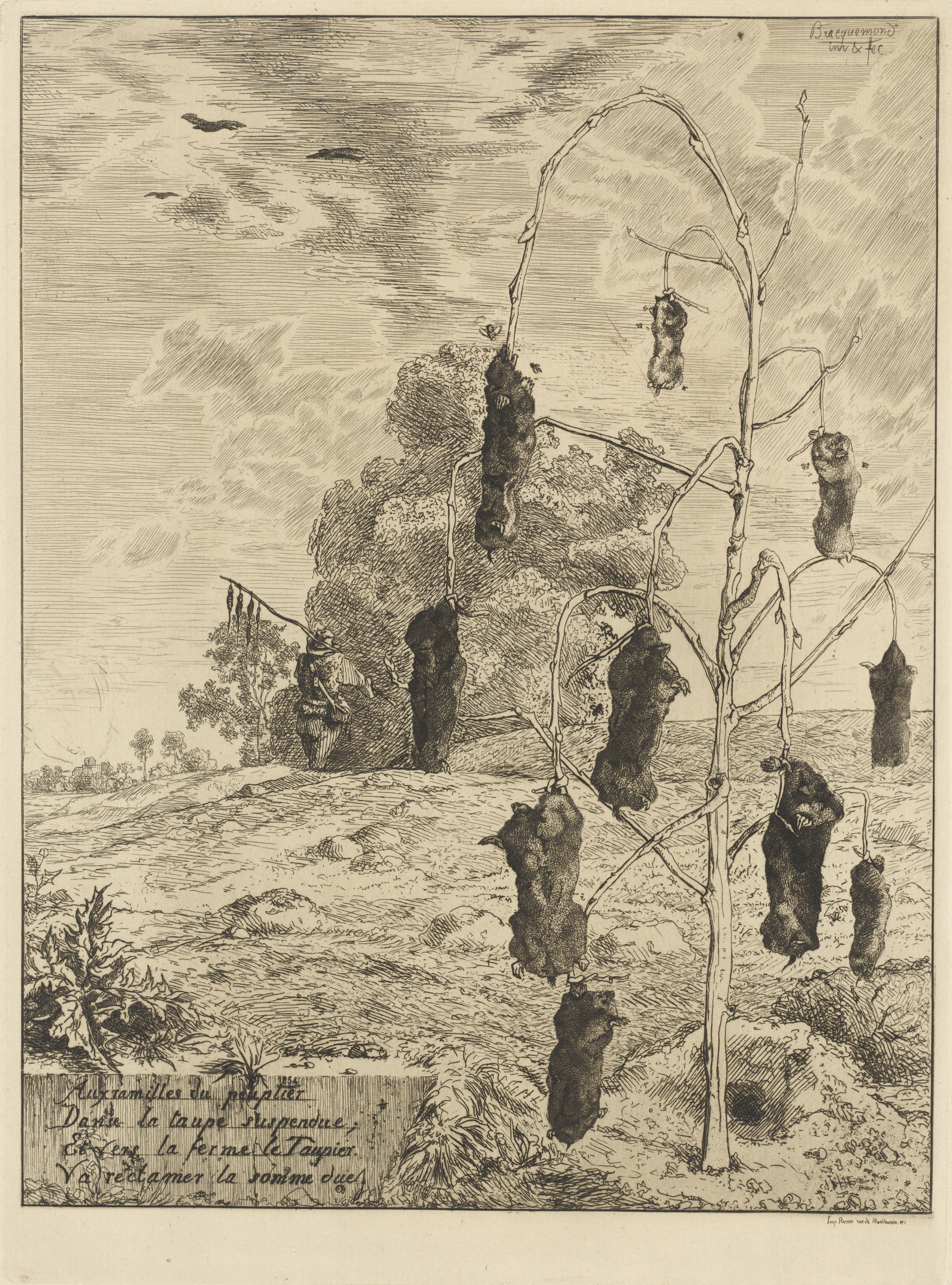
Aux ramilles du peuplier
Danse la taupe suspendue
Et vers la ferme le taupier
Va réclamer la somme due.
Poème et illustration de Félix Bracquemond (1854).

Les différentes appréciations quant aux effets écosystémiques de la Taupe d'Europe pour l'agriculture donnent lieu à de vives controverses selon que le point de vue se fixe sur sa consommation de vers de terre auxiliaires, à savoir une centaine de kilos par an et par hectare sur une population de une à deux tonnes à l'hectare ; ou que le point de vue se fixe sur sa consommation de larves de hannetons et de Taupins et ses améliorations du sol, à savoir une meilleure aération et décomposition, un plus grand drainage évitant le lessivage des sols, une remontée en surface des éléments profonds et une augmentation de la teneur en nitrate des couches supérieures,,,.
Les coûts associés aux dégâts et à la lutte contre les taupes sont difficiles à évaluer, mais les estimations du coût annuel total pour l'agriculture en Grande-Bretagne varient entre 2,5 millions de livres à la fin des années 1980 et jusqu'à 5 millions de livres en 1994. Ces chiffres correspondent à une fourchette de 6,6 et 9,3 millions d'euros aux prix de 2015. Pour mettre cela en perspective, le coût annuel des dommages causés aux cultures par le Blaireau européen en Angleterre et au pays de Galles est estimé entre 21,5 et 41,5 millions de livres par an en 1997, ce qui équivaut à une fourchette de 41,8 et 81,3 millions d'euros aux prix de 2015. Dans les années 2000, en France, le marché lié à la vente de produits anti-taupes représente plus de 10 millions d’euros.
Diverses méthodes sont utilisées pour tuer les taupes, notamment le piégeage mécanique comme les taupières à ressort ou à trappe, les dispositifs pyrotechniques, le gazage à la phosphine, au dioxyde de soufre et les appâts empoisonnés à l'aide de produit chimiques taupicides ou anticoagulants. La strychnine est un poison qui a été particulièrement utilisé dans ce cadre. Il s'agit d'un alcaloïde qui inhibe certains neurones moteurs et provoque une rigidité des muscles qui conduit à la mort de l'animal. Elle a été décrite comme dangereuse pour l'environnement et cruelle, et est interdite dans de nombreux pays dont la France depuis 1999. De leur côté, les pièges mécaniques, largement utilisés, sont accusés de maltraitance animale car les animaux meurent souvent d'hémorragie plus que par la violence du coup, ce qui n'est pas conforme aux normes internationales (en),,.

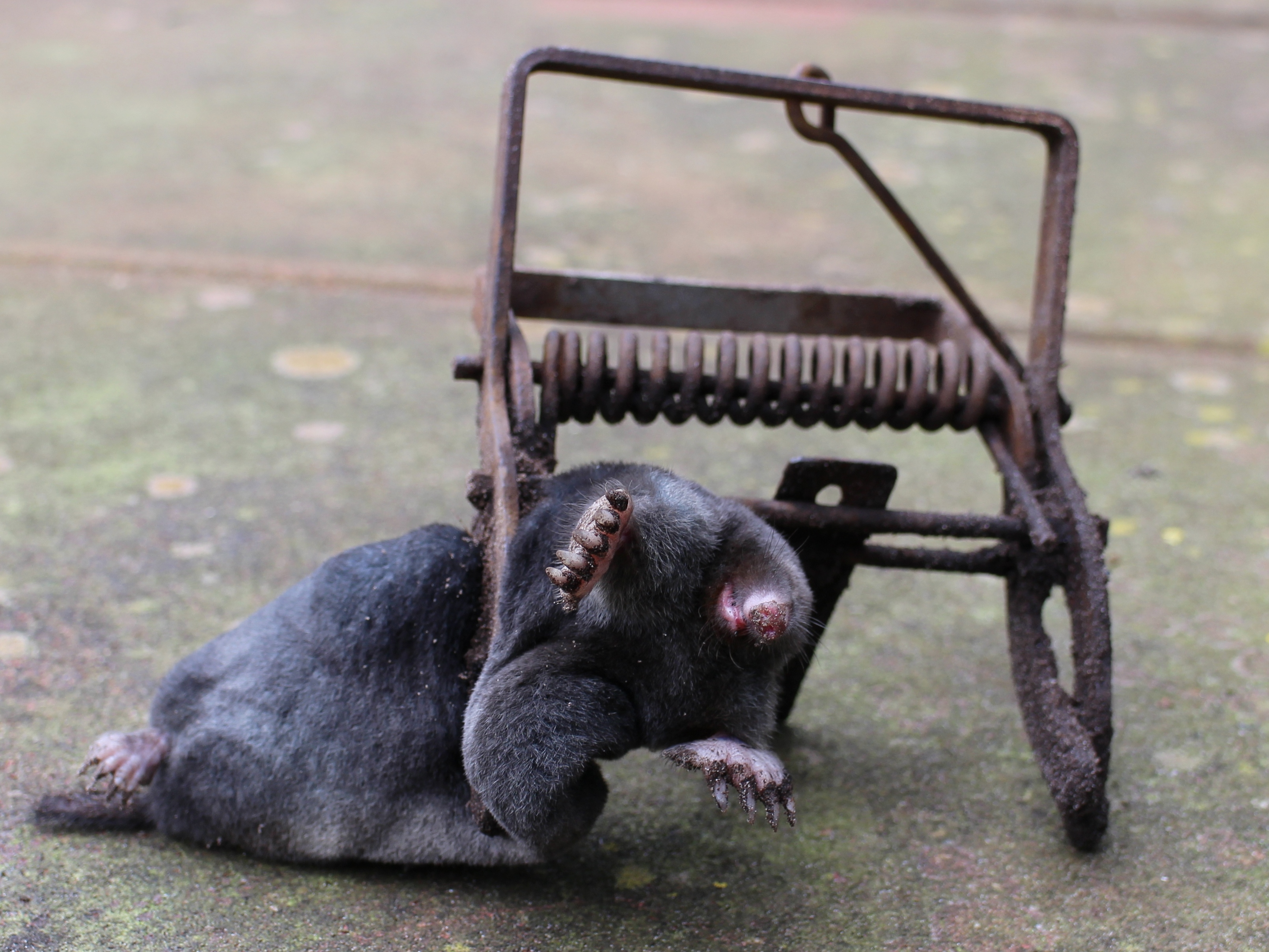
Taupe prise dans un piège mécanique, la taupière.

Outre ces méthodes létales, quelques autres approches sont envisageables comme la destruction physique des galeries par le labour et l'effarouchement par certains produits chimiques. Il existe également des procédures de gestion de vers de terre qui consistent à acidifier artificiellement le sol pour entraîner leur migration et donc une réduction locale des populations de taupes, mais ces méthodes déstructurent durablement l'écosystème du sol.
Enfin, il existe de très nombreuses astuces artisanales et peu efficaces qui sont principalement des répulsifs mécaniques, olfactifs et acoustiques tels que l'introduction de matériaux pointus et tranchants dans les galeries (ronces, tessons de verre, fils de fer barbelés) ou de diverses substances chimiques (goudron, huile de vidange, formol, naphtalène), l'utilisation d'ultrasons et autres appareils à basses vibrations ou encore la plantation de certaines espèces végétales censées favoriser l'éloignement de l'animal comme l'Épurge, l'Hellébore fétide et le Datura officinal dont la toxicité n'est effective qu'à l'ingestion alors que les taupes ne sont pas herbivores,,.
Peu de méthodes existent pour lutter contre les taupes à grande échelle et peu de poisons, comme la phosphine, sont actuellement autorisés ; leur utilisation est soumise à des formations et des certifications de capacité préalables. À petite échelle, entre les astuces naturelles peu ou pas efficaces et les taupicides dangereux pour l’environnement, les seules méthodes de lutte correctes restent le piégeage mécanique et le recours à un taupier professionnel,. Chercher à cohabiter avec l'animal est également une alternative efficace, car une fois son réseau de galerie stabilisé, la taupe entraîne peu de dégâts problématiques.

### Fourrure

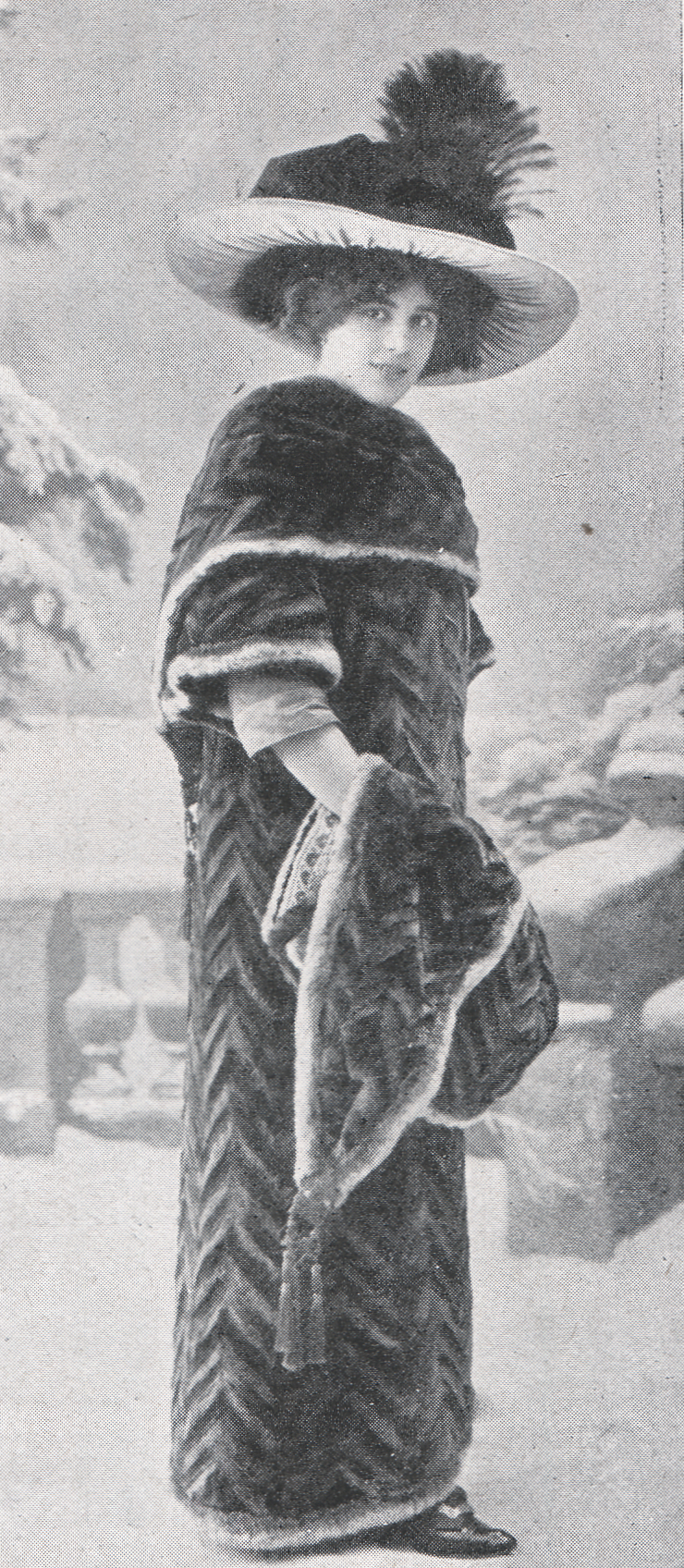
Cape et manchon en fourrure de Taupe, Zibeline et Hermine (Paris, 1911).

Autrefois, la Taupe d'Europe était chassée pour sa fourrure, principalement dans les zones septentrionales de son aire de répartition. Rien qu'en 1906, environ un million de peaux ont été commercialisées à Londres et, dans les années 1920, environ deux millions étaient exportées chaque année vers les États-Unis. Dans l'ex-Union soviétique, entre vingt et trente millions de peaux arrivaient chaque année sur le marché durant la seconde moitié des années 1930. Ces chiffres ont diminué progressivement jusque dans les années 1960-1970 où cette pratique est abandonnée. Une fois tannée, la fourrure était utilisée pour réaliser des manteaux et des vêtements divers ; il fallait de l'ordre de 600 à 800 peaux de taupes pour confectionner un seul manteau,.

### Menaces et protection des populations
La Taupe d'Europe est largement répandue, relativement fréquente dans ses habitats typiques et ses populations sont considérées comme stables. L'UICN la classe d'ailleurs dans la catégorie espèce de préoccupation mineure. Elle peut toutefois être localement mise en difficulté pour sa qualification de nuisible ou à cause de certains polluants, mais il ne semble pas nécessaire de prendre des mesures de protection particulière,,.
Cette espèce est tout de même protégée dans certains pays dans le cadre général du bien-être animal des mammifères et de l'interdiction de faire preuve de cruauté envers eux. Seul l'effarouchement est alors autorisé pour limiter ses dégâts. C'est le cas en Allemagne, en Autriche et en Suisse. En France, aucune réglementation spécifique ou générale ne protège cette espèce.
Les taupes se nourrissent quasi-exclusivement de vers de terre. Or, ceux-ci se trouvent parmi les premiers êtres vivants à être menacés par les polluants du sol auxquels ils sont très sensibles à cause de leur localisation dans les couches supérieures et de leur régime alimentaire. Vivant assez longtemps pour accumuler ces produits qui leur sont néfastes, les taupes sont des bioindicatrices particulièrement fiables de la qualité des sols. C'est notamment le cas des populations vivant à proximité des zones industrielles et des zones urbaines qui sont contaminées par des métaux lourds comme le zinc, le cuivre, le cadmium, le mercure et le plomb,,. De même, les fortes concentrations de particules de microplastiques affectent la croissance et la survie de certains vers de terre, surtout ceux provenant de plastiques biodégradables. Au niveau agricole, les milieux voués à l'agriculture industrielle et pollués aux insecticides tels que les néonicotinoïdes et le fipronil représentent une menace directe pour les vers de terre et leurs prédateurs en s'accumulant également dans la chaîne alimentaire. À l'inverse, l'abondance des vers de terre augmente lorsque l’usage des pesticides diminue, les parcelles gérées en agriculture biologique étant plus favorables que celles en conventionnel,,,.

### Folklore et remèdes populaires
Pour un article plus général, voir Taupe.

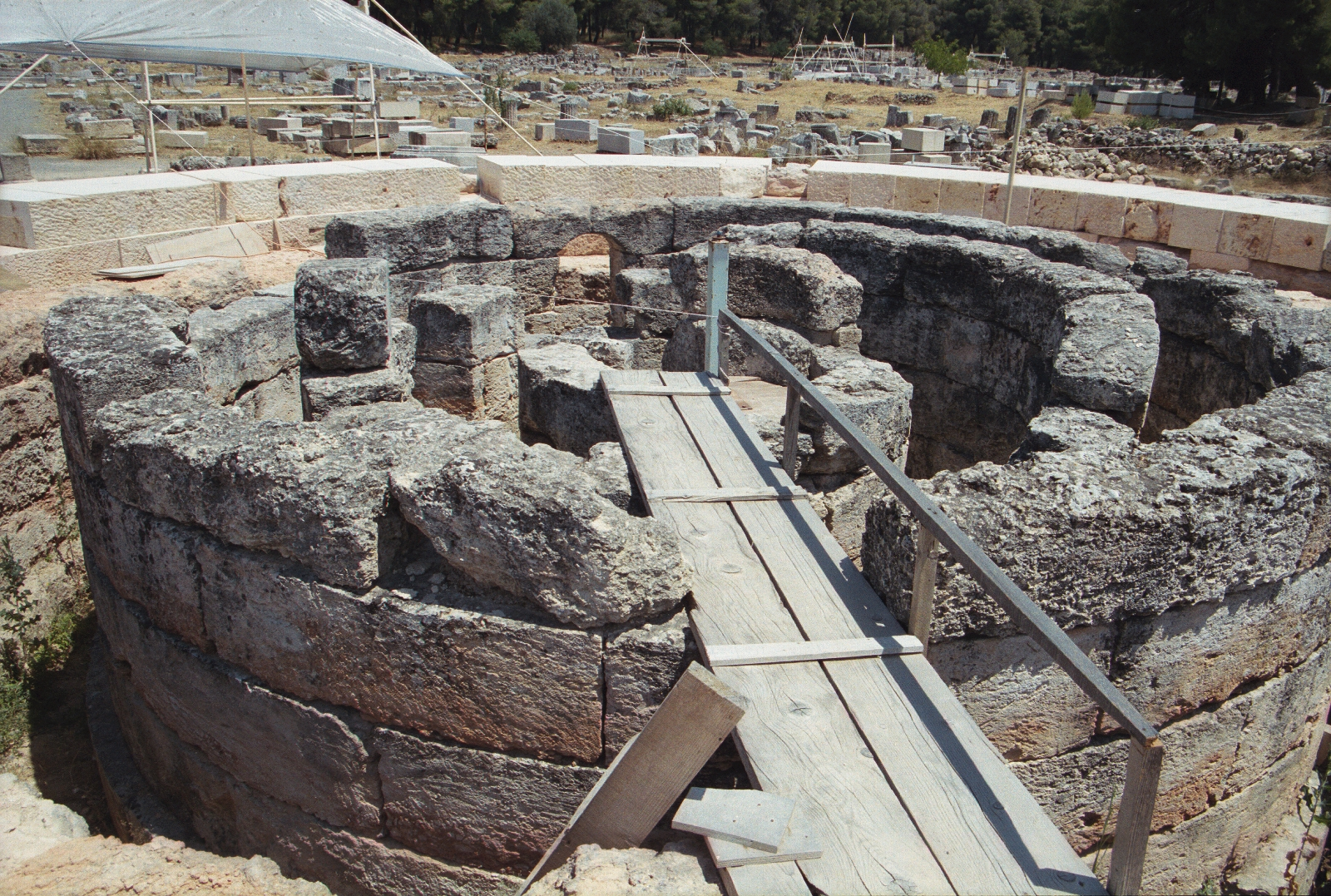
Labyrinthe de la tholos du temple d'Épidaure consacré à la divinité grecque Asclépios.

Les taupes sont ancrées dans le folklore européen et sont utilisées depuis l'Antiquité comme remèdes populaires, où elles sont assimilées aux éléments des forces telluriques puis à celles du mal liées au diable et à la magie noire,. Ainsi, au Ier siècle, les oracles de la Grèce antique pratiquent la divination à partir de ses entrailles et lui accordent une grande confiance au point que manger cru le cœur d'une taupe donne le don de prophétie. Par ailleurs, de nombreuses recettes médicinales à base de parties de taupes sont décrites sans la moindre réserve par Pline l'Ancien,. En effet, Asclépios, dieu de la guérison, serait à l'origine un dieu-taupe et la structure de la tholos du sanctuaire qui lui est consacré à Épidaure aurait pour modèle le réseau de galeries des taupes. Mais dès le VIe siècle, cet usage est réprouvé par l'Église catholique, tout comme par l'Église anglicane au XVIIe siècle lors de chasses aux sorcières où une femme est accusée d'utiliser l'animal comme familier, c'est-à-dire comme un esprit sous forme animale qui exécute les ordres de son propriétaire, notamment pour tuer quelques fidèles,. Toutes les pratiques quotidiennes faisant appel à la magie sont ainsi proscrites par le clergé qui y voit l’expression de comportements païens qu’il faut éradiquer avec la fermeté la plus grande. D'ailleurs, de nombreuses légendes régionales font des taupes des êtres aux mains anthropomorphes comme les fées bannis par Dieu et ses représentants et condamnés à errer dans les tréfonds de la terre. Et lorsqu'une taupe est croisée au détour d'un chemin ou que des taupinières poussent près des maisons, c'est un signe de mauvais augure voire de décès prochain,. Néanmoins, l'utilisation de l'animal reste courante en Europe occidentale durant le Moyen Âge et jusqu'au début du XXe siècle. Il semble y avoir un continuum d'une culture populaire perpétuée de générations en générations depuis l'antiquité où les savoirs de cette époque se mêlent aux racontars les plus extravagants, sans véritable remise en cause. À ce titre, le cas de la taupe est exemplaire.

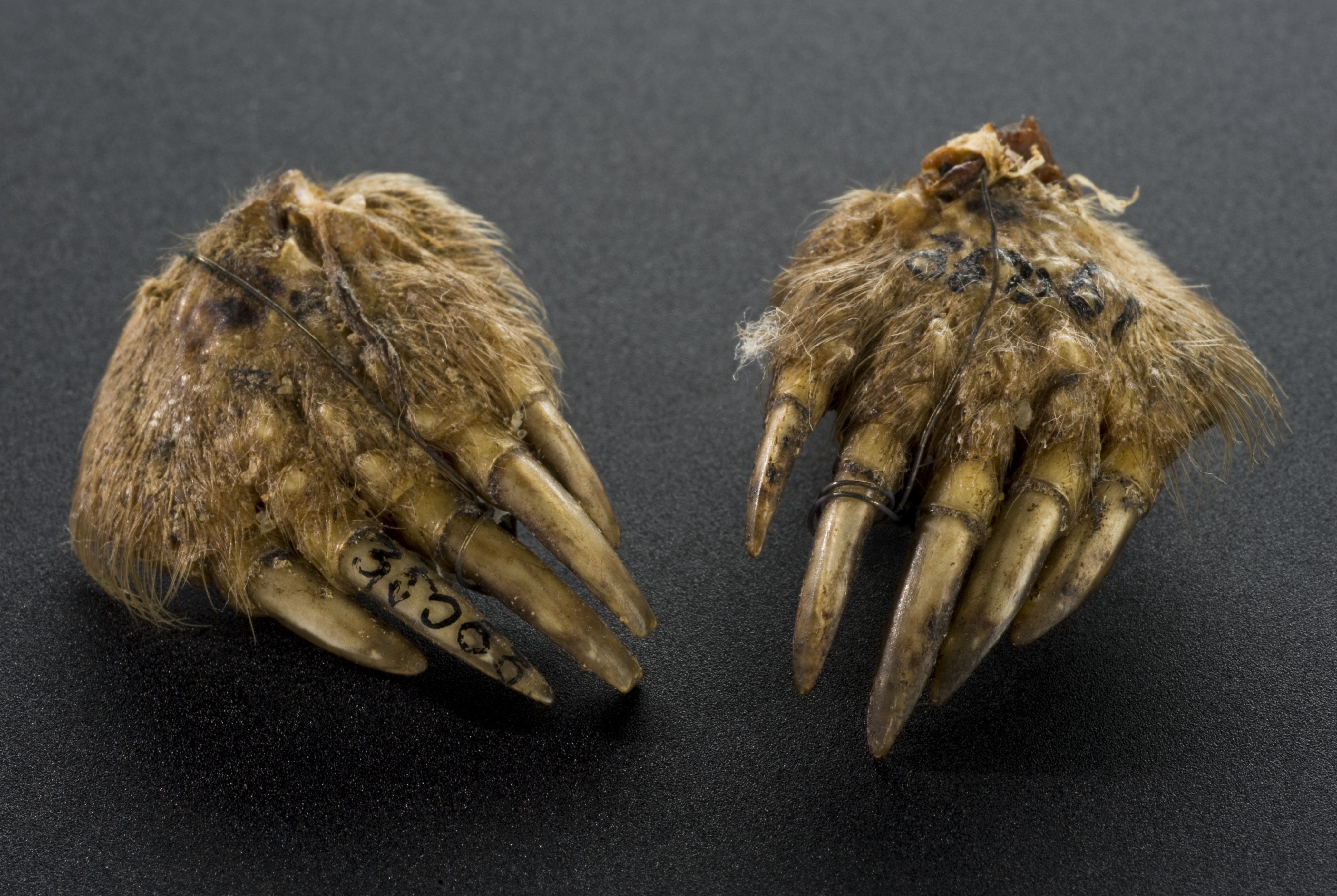
Talisman de pattes avant de taupe acheté en 1930 dans un faubourg de Londres et issu de la collection Wellcome intitulée Miracles and Charms.

Ces remèdes s’appuient sur deux grands principes : celui de la similitude avec l’utilisation d’éléments d’aspect ou de nature similaire à la maladie que l'on veut soigner et le principe de contagion selon lequel le mal est transmis à des reliques. Dans l'Angleterre du XVIIIe siècle, les gens croient que si l'on tient une taupe dans la main jusqu'à ce qu'elle meure, la main est guérie et au XIXe siècle, la poudre de taupe mâle écorchée et séchée est un remède contre le paludisme. Dans le Maine-et-Loire, la peau de taupe, posée sur la tête des nouveau-nés, maintient les os du crâne et leur donne de la force, mais crée une déformation de la boîte crânienne, nommée déformation toulousaine, encore visible à l'âge adulte. Jusqu'au XXe siècle, les gens croient que le sang d'une taupe fraîchement tuée versé sur les verrues les guérit. De même, une taupe coupée en deux, ou écorchée vive, est attachée au cou jusqu'à ce qu'elle pourrisse pour traiter le goitre. Penser que boire le sang de l'animal est s'emplir de sa force est une croyance largement répandue qui permet de lutter contre l'épilepsie en Angleterre et de redonner de la virilité en Auvergne. En Vendée, le fil de taupe est un fil à coudre ordinaire passé dans une aiguille pour percer de part en part l'animal vivant. Porté autour du cou, il lutte contre l'infection. En outre, étouffer la taupe d'une main ou le fait de s'imbiber la main ou le doigt de sang durant l'agonie de l'animal permet d'acquérir ses pouvoirs de guérison : on parle alors de main taupée qui guérit de nombreuses maladies, tant des hommes que des bêtes durant un laps de temps plus ou moins long suivant les régions.

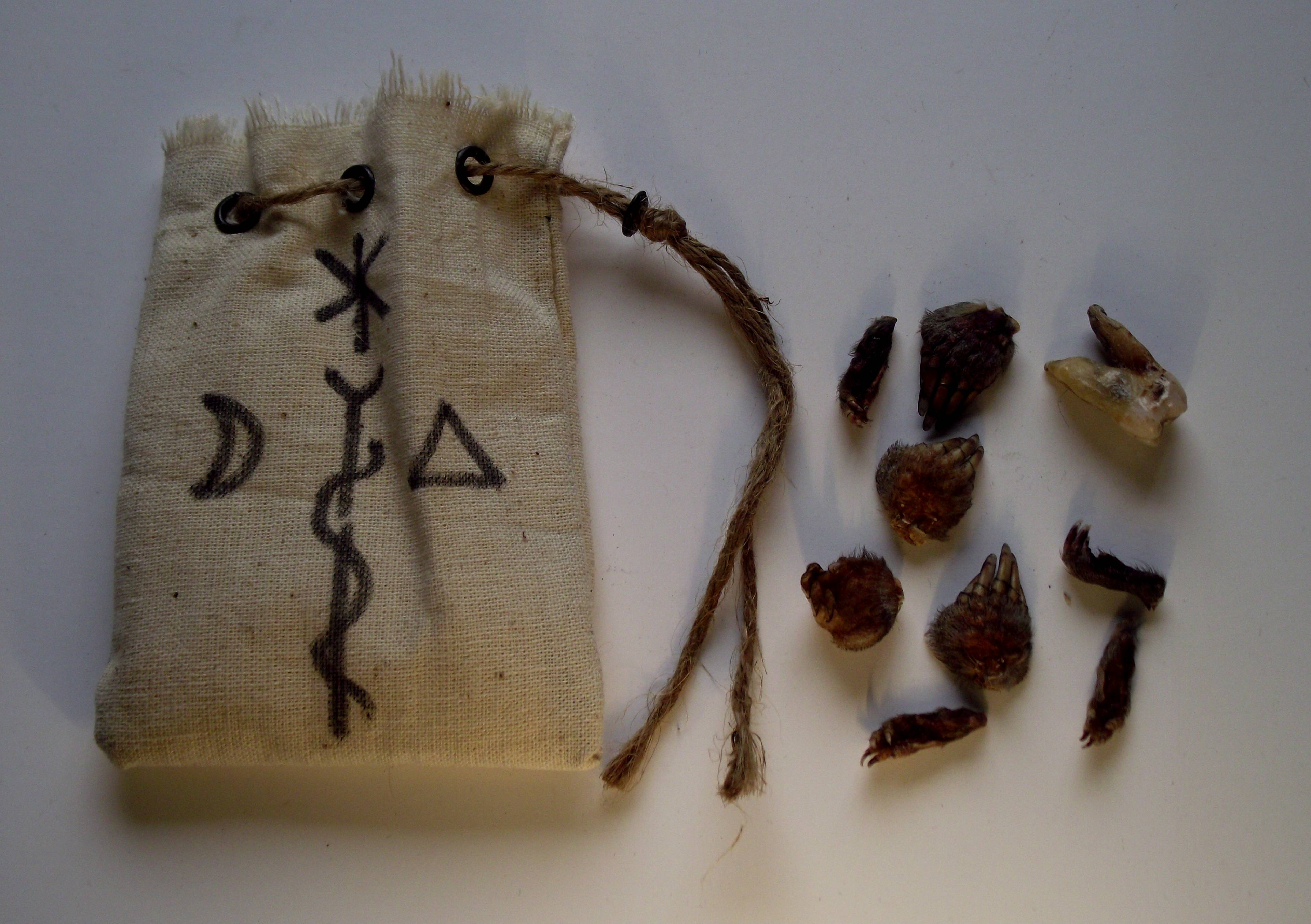
Talisman moderne contre le mal de dents comportant des pattes de taupe avant et arrière (Cornouailles, Angleterre).

Pour soigner le mal de dents et protéger leur nourrisson durant son sommeil, les mères de la France du XVIIIe siècle mettent à leur cou des talismans contenant une mâchoire, des dents ou des pattes provenant de taupes souvent écorchées vives. Plus le sachet sent mauvais, plus le remède est censé être efficace et la guérison rapide. Le choix de la taupe comme thérapeutique lors de l'éruption des dents de lait s'explique par son passage sous terre, que l'on assimile à celui des dents à travers les gencives. C'est aussi pourquoi les pattes qui leur servent à creuser sont le plus souvent recommandées dans les remèdes.
La férocité des méthodes s'explique par le fait que la taupe symbolise la mort. Ainsi, en la faisant souffrir, on l'éloigne. D'autre part, on applique le transfert du mal, la douleur de l'animal doit atténuer celle du malade. Plus l'agonie est longue, plus les chances de guérison sont grandes. Souvent, le bénéficiaire ou sa famille fait appel à un taupier ; ce qui équivaut à faire appel à un guérisseur. On lui prête des pouvoirs étranges ou maléfiques et sa pratique est considérée comme un don qui se transmet de père en fils. Mais il peut aussi bien être méprisé et rejeté pour les mêmes raisons.
Même s'ils ont perdu de la vigueur, ces usages sont encore visibles au XXe siècle en France, tout comme en Italie, en Angleterre et chez les colons américains, mais aussi dans les Balkans et au Liban. Au XXIe siècle, ils conservent une signification profondément ancrée dans les cultures européennes, la tradition de la petite souris en étant un de leurs nombreux avatars.